# Форты Генриха VIII

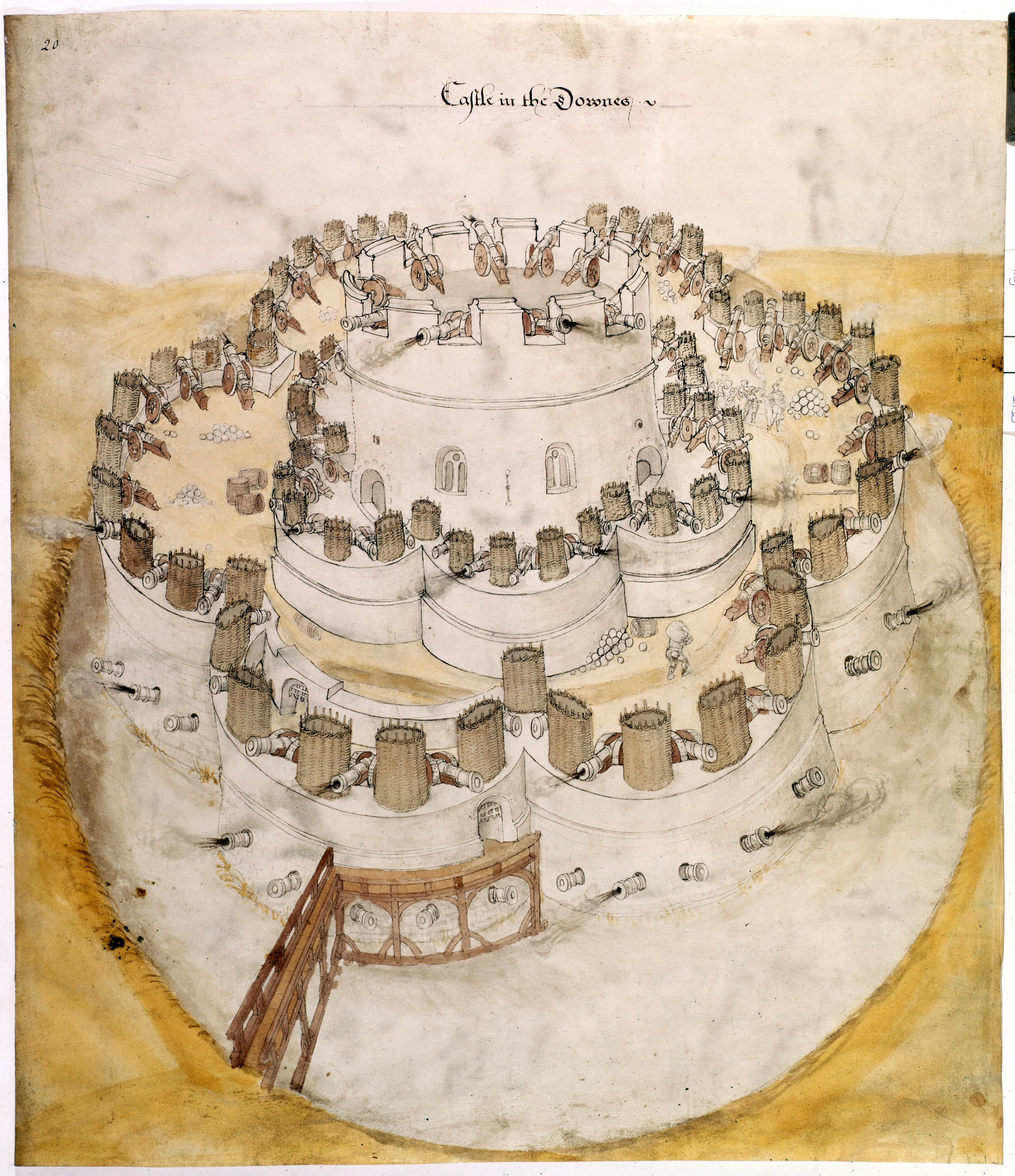
Подлинный проект замка Дил, представленный на утверждение Генриху VIII в начале 1539 года. Собрание Британской библиотеки

Фо́рты Ге́нриха VIII (англ. Henrician castles, также англ. Device forts — буквально «форты по программе 1539 года») — цепь приморских укреплений вдоль южного побережья Англии, выстроенная в 1539—1547 годах по воле короля Генриха VIII для отражения ожидавшегося нападения французского и испанского флотов. Первая в истории Англии государственная программа береговой обороны. В рамках программы близ важнейших портов и гаваней были выстроены шестнадцать артиллерийских замков, не менее семи блокгаузов и связывавшие их земляные укрепления. Общая стоимость проекта, включая укрепления Кале и Гина, превысила 376 тысяч фунтов.
В отличие от строившихся в то же время бастионных фортов и укреплённых городов Италии, форты Генриха VIII были, по существу, компактными артиллерийскими замками средневековой планировки с круглыми каменными башнями, и устарели ещё до начала строительства. Ни одному из них не довелось выстрелить по кораблям противника. Лишь в годы Английской революции некоторые форты, захваченные роялистами, были подвергнуты осаде и пали, будучи неспособны сопротивляться нападению с тыла.

## Военная тревога 1539 года

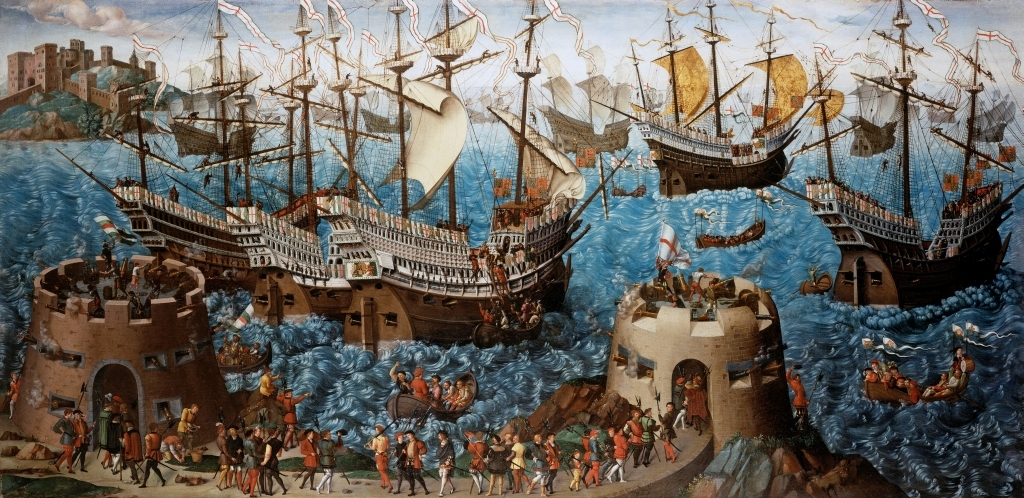
1520 год. Генрих VIII отправляется из Дувра на поле золотой парчи. Копия XVIII века с гравюры XVI века. На переднем плане две сторожевые башни — типичные береговые сооружения начала XVI века

В первой половине XVI века военно-политическая жизнь Западной Европы определялась соперничеством Франции и Габсбургской Испании. Относительно слабая и малолюдная, ещё не восстановившаяся после потерь XVI века, но по-прежнему претендовавшая на французские земли Англия лавировала между двумя великими державами, заключая союзы то с одной, то с другой из них. В 1520 году Генрих VIII заключил союз с Францией, в 1522 году поддержал испанцев в войне против недавнего союзника, а в 1525 году вновь договорился с Франциском I против испанцев. В августе 1536 года Генрих VIII объявил о нейтралитете Англии в очередной франко-испанской войне, тщетно рассчитывая на новый выгодный союз, но Франциск от сближения отказался. Папа Павел III, не простивший Генриху VIII учреждения независимой церкви и ликвидации монастырей, грозил ему анафемой и крестовым походом; примирение с испанцами было невозможно из-за оскорбительного для Карла V развода Генриха VIII с Екатериной Арагонской.
Война 1536—1538 годов обошла Англию стороной: французские и испанские эскадры воевали между собой в виду английских берегов, иногда захватывали торговые суда, но прямых столкновений с англичанами избегали. В августе 1538 года эта война закончилась и Англия оказалась во внешнеполитической изоляции. В январе 1539 года положение стало критическим: Испания и Франция заключили Толедский договор, одним из условий которого был отказ от союзов с Англией, а затем отозвали послов из Лондона. Папа при посредничестве кардинала Поула склонял Карла V и Франциска I к вторжению в Англию. В Европе открыто обсуждали грядущий раздел Англии великими державами; в самой Англии ожидали, что к ним присоединятся и итальянцы, и старые враги шотландцы.
Генрих VIII имел все основания считать угрозу реальной. Он знал, что морской десант имеет шансы на успех: именно так пришёл к власти его отец. Знал он и то, что Англия совершенно не готова отразить нападение с моря: на южном и восточном побережье король располагал лишь построенным в конце XV века Дартмутским замком, горсткой боевых башен и блокгаузов, прикрывавших важнейшие порты, и безнадёжно устаревшими замками феодалов. В январе 1539 года он привёл в боевую готовность флот, а в начале февраля составил проект «Программы укрепления королевства» (англ. A device for the fortification of the realm) — третьей в истории Британских островов, и первой в истории Англии масштабной программы береговой обороны.

## Начало строительства
Ещё до начала работ по «Программе» общины прибрежных городов начали самостоятельную постройку земляных валов, рвов и редутов. Выполнение «Программы» также началось с временных земляных сооружений. Их точное число и протяжённость достоверно не известны; в исторических документах сохранились лишь подробные описания цепи валов и рвов Даунса, соединявших каменные форты Дил, Уолмер и Сандаун и построенные ранее земляные редуты. За исключением этой цепи, образовывавший вместе с фортами единый укрепрайон протяжённостью 4 км, земляные сооружения предназначались лишь для обороны на время строительства каменных фортов. Возможно, что инженеры Генриха VIII, следуя современным французским идеям, планировали сохранить земляные валы и рвы как первую линию обороны капитальных укреплений. Но сам король в приказах и письмах неизменно повторял, что укрепления следует строить в камне — не на одну кампанию, а на века.
В марте 1539 года король начал набор добровольцев в сухопутное войско, привёл в боевую готовность цепь прибрежных маяков, поручил своим агентам в Европе закупить пушки и нанять артиллеристов, и разослал по всему побережью «благородных людей и советников» (англ. his nobles and counsaylors) c задачей выявить все места, пригодные для вражеского десанта, и основать там укрепления. Особое внимание Генриха VIII было приковано к побережью Кента — ближайшего к Лондону плацдарма вторжения. Король лично инспектировал старые укрепления, выбирал на местности площадки для новых строек, разбирал с инженерами проекты крепостей и проверял выполнение работ. На первоочередных площадках эти работы начались уже в конце марта. Несколько недель спустя внешнеполитическая ситуация вновь изменилась: Карл V, увязший в войне с турками, отказался от эскалации конфликта c Англией; папа заявил, что имел в виду не крестовый поход, а морскую блокаду. Предназначенный для этой блокады флот, которого так боялись в Лондоне, «куда-то исчез» из Ла-Манша. Угроза немедленного вторжения сошла на нет. Король распустил ополчение и отправил на стоянки флот, но строительство крепостей продолжилось.
Материалы для их постройки король «позаимствовал» у церкви: замки строились из камня и защищались от непогоды кровельным свинцом, взятыми на разборке национализированных аббатств. Основной статьёй расхода на строительство была оплата труда наёмных артелей (в документах XVI века англ. crews). «Королевские работники» (англ. King's labourers) получали, в зависимости от квалификации, от четырёх до восьми пенсов в день (для сравнения, лучник в походе получал шесть пенсов в день). Были на стройках и «трудовые споры», например, в июне 1539 года строители замков Даунса потребовали повысить минимум оплаты до шести пенсов в день. Королевская администрация подавила бунт, девять зачинщиков оказались за решёткой. Итоговая стоимость постройки самого дорогого замка программы, Камбера, составила 15 660 фунтов. Три замка Даунса обошлись в 27 092 фунта, меньшие по размеру замки (Сент-Моуз, Пенденнис, Хёрст, Сэндгейт и другие) стоили казне от трёх до шести тысяч фунтов каждый.

## Планирование

Расположение фортов южного побережья

По первоначальной программе 1539 года Генрих VIII запланировал строительство тридцати укреплений: десяти относительно крупных замков и двадцати меньших по размеру каменных и земляных блокгаузов. Фактически в первый год король заложил восемь замков и не менее семи блокгаузов; всего по первой очереди «Программы» было построено 18 объектов. Укрепления, заложенные в 1539 году, защищали устье Темзы, якорные стоянки и порты Кента, порт Рай и Солент. В 1540—1541 годы были заложены укрепления Фалмута и мощный замок Хёрст на Соленте, в 1544 году (на волне очередной военной тревоги) — новые укрепления Солента и острова Уайт и форт Браунси, защищавший порт Пула. Строившиеся в то же время укрепления Халла, Карлайла, Кале и Гина в число «замков по программе» 1539 года обычно не включаются. Сохранившиеся в Англии замки — лишь части некогда обширной системы, включавшей, помимо капитальных укреплений, многие мили земляных валов и рвов с несохранившимися земляными редутами и бастионами.

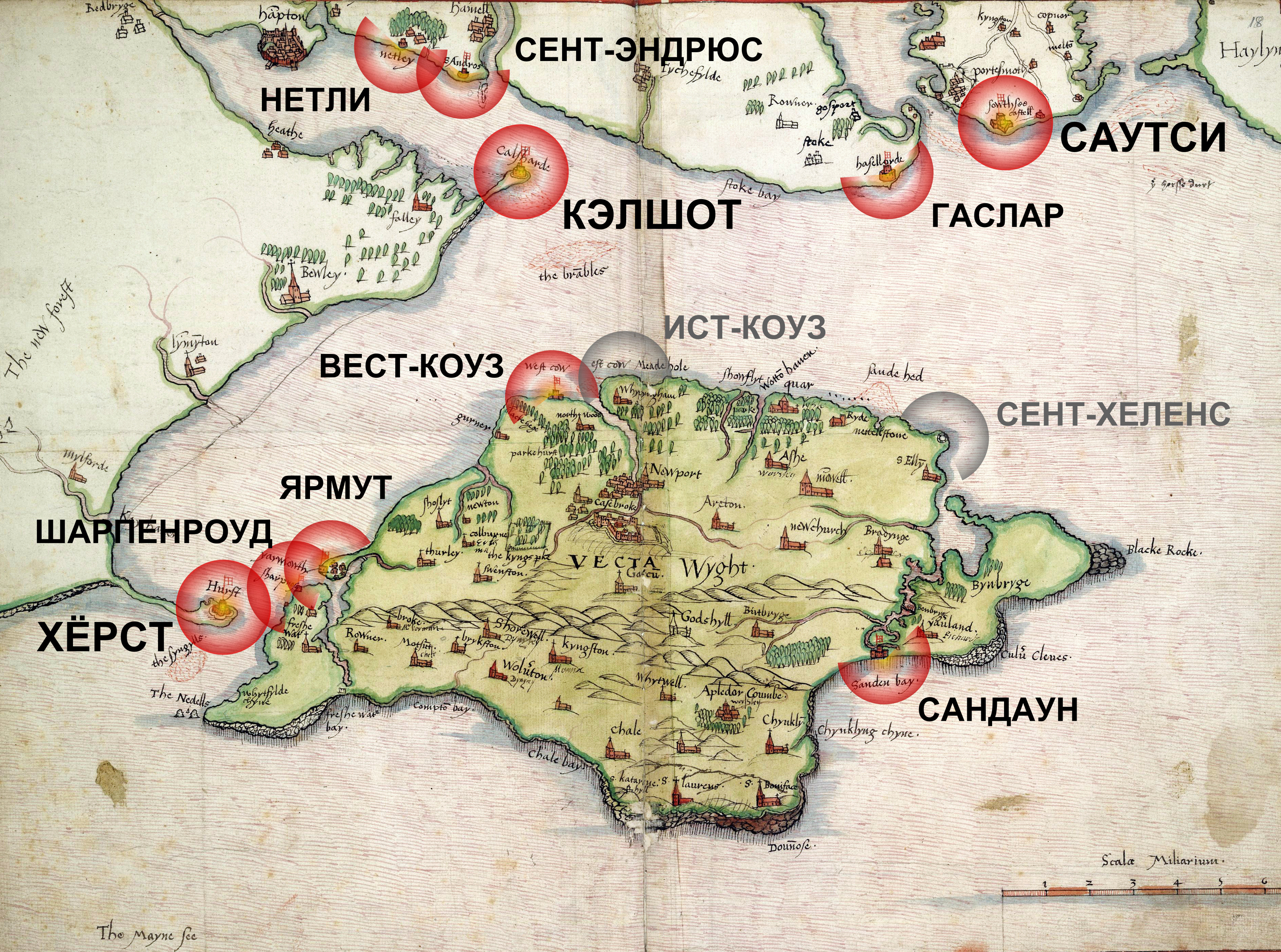
Оборона Солента, Саутгемптона, Портсмута и острова Уайт — реализация плана Ризли и Паулета. Карта 1570 года с наложенными на неё секторами обстрела (радиус каждого приравнен к одной миле). Блокгауз Гаслар — постройка 1431 и 1495 годов. Два форта Генриха VIII (показаны серым) к 1570 году уже выведены из строя

Реализация программы такого масштаба стала возможной благодаря совпадению ряда факторов. Во-первых, угроза вторжения была реальной. Все причастные к строительству, от аристократов-землевладельцев до наёмных землекопов, разделяли тревогу короля и относились к строительству крепостей с пониманием. Король, впервые в истории Англии, взял оборону всего побережья под личную ответственность, тогда как его предшественники лишь субсидировали местные строительные проекты городов и феодалов. Благодаря секуляризации церковного имущества центральная власть, также впервые в истории, имела достаточно средств: программа финансировалась за счёт национализированных доходов с бенефициев, ранее достававшихся папству. Наконец, в отличие от предшественников, Генрих VIII располагал качественными картами и описаниями побережья. Король и его первый советник Томас Кромвель и сами знали толк в географии, и опирались на способных военных инженеров во главе с Томасом Ризли и Уильямом Паулетом — авторами плана обороны Солента, Портсмута и Саутгемптона. Далеко не все их решения выдержали проверку временем: укрепления Ист-Коуз и Сент-Хеленс были заброшены уже спустя несколько лет после постройки, блокгауз Сэндсфут и одноимённые замки Сандаун в Кенте и на острове Уайт были разрушены наступающим морем, а замок Камбер был отрезан от моря речными наносами. Строительство у самой воды диктовалось волей короля, рассматривавшего замки исключительно как средство обороны от неприятельского флота. «Оборона» подразумевала собой в первую очередь нападение — артиллерийский обстрел кораблей; сопротивление уже высадившемуся десанту была второстепенной задачей. Защита от тяжёлой осадной артиллерии не требовалась: корабли середины XVI века несли относительно маломощные пушки. Замки не выполняли ни полицейских, ни дворцовых, ни представительских функций, да и не могли их исполнять из-за скромных размеров. При жизни Генриха VIII королевские апартаменты были оборудованы лишь в крупнейшем кентском замке Дил; здесь в декабре 1539 года в недостроенном замке жила Анна Клевская.
Личный вклад Генриха VIII в планирование системы в целом и проектирование отдельных её частей бесспорен. Источники XVI века наполнены хвалебными отзывами об инженерных и организаторских достоинствах короля; документы утверждают, что он лично проектировал укрепления Кале, Гина и острова Уайт, но современным историкам сложно провести грань между придворной лестью и справедливыми оценками. Несомненно, что Генрих VIII, также как и его отец живо интересовался военными технологиями, особенно артиллерией, поощрял толковых инженеров (а иногда и явных шарлатанов), и активно вмешивался в ход проектирования и строительства. По мнению Джона Хейла наиболее вероятно, что в начале программы король ограничивался попечением над четырьмя кентскими замками; общий план системы разработали Ризли и Паулет, организацию её строительства возглавлял Томас Кромвель. С арестом Кромвеля в июне 1540 года положение изменилось: Генриху VIII пришлось взять на себя всю ответственность за проектирование и строительство крепостей. Современники, причастные к «Программе», так и рассматривали его — как организатора и высшего эксперта по военному делу. Вероятно, на четвёртом десятке лет правления король и сам уверовал в собственную непогрешимость в военном строительстве и продолжал следовать устаревшему шаблону, сработавшему в 1510-е годы при обороне Турне́.

## Проекты и строители

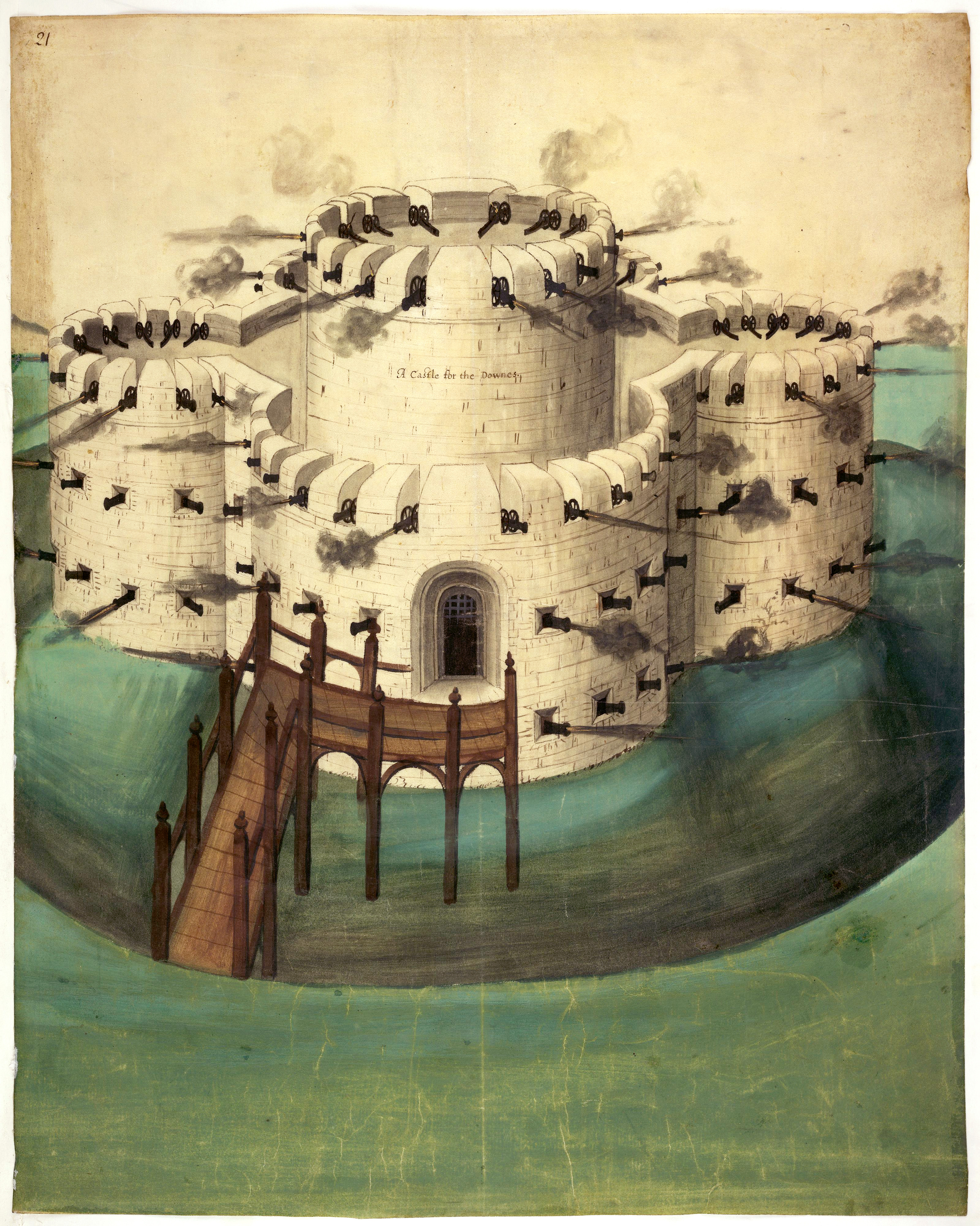
Замок Уолмер (или однотипный Сандаун). Рисунок 1539 года. Артиллерийское вооружение преувеличено: на рисунке 92 пушки в четыре яруса, в реальных замках было по 39 пушек в три яруса. Скруглённые генриховские парапеты были впоследствии заменены декоративными зубцами

Замки Генриха VIII принадлежат к типу артиллерийских замков (англ. artillery castles) — оборонительных крепостей, построенных специально для установки в них тяжёлых орудий. Они не похожи ни на своих средневековых предшественников, ни на бастионные крепости второй половины XVI века.
Укрепления такого типа, обычно каменные, с многоярусным размещением артиллерии в невысоких круглых башнях и куртинах, строились в Англии между 1481 (закладка Дартмурского замка) и 1561 годом (завершение замка Апнор в Кенте). Англия включилась в гонку артиллерийских вооружений поздно: первый в её истории артиллерийский замок в Кингсвере был завершён постройкой в 1495 году, Дартмутский замок в 1495 году, боевая башня Баярдс-Ков — в 1510 году, боевая башня Ворсли на острове Уайт — во время войны 1521—1526 годов. Последний по времени замок (а фактически — блокгауз), предшествовавший программе 1539 года, был построен корнским аристократом Томасом Треффри в 1536 году. По подсчётам «Английского наследия», всего в 1481—1561 годы англичане построили 36 замков (в том числе 16 по программе 1539 года), из них сохранился 21 замок. Различия между собственно замками и меньшими по размеру блокгаузами, также предназначенными для артиллерийского боя, размыты и в официальном, и в живом языке. Построенные по программе 1539 года укрепления Сэндсфут, Нетли и Браунси являются именно блокгаузами, однако изначально именовались и продолжают именоваться замками (англ. Castle Sandsfoot и т. п.).
Военная тревога 1539 года совпала по времени с революцией в фортификации: в 1530-е годы в Италии и на юге Франции произошёл поворот от классических артиллерийских замков к укреплениям бастионной системы. Уже строились угловатые, приземистые бастионы, но даже в Италии старая школа, восходившая ещё к Витрувию, и опиравшаяся на авторитет Маккиавелли («О военном искусстве», 1520) и Дюрера («Руководство к укреплению городов, замков и теснин», 1527), продолжала проектировать и строить круглые, многоярусные каменные башни. В Италии у Генриха VIII надёжной агентуры не было, а в хорошо известные англичанам Нидерланды и северную Францию бастионная система ещё не проникла. Вероятно, король всё же получал от агентов планы итальянских крепостей, но выгод новейшей системы не оценил. Культура Италии была ему чужда, взглянуть на мир глазами инженера-итальянца он не мог, поэтому первая очередь английской «Программы» была спроектирована и построена по уже устаревшим правилам XV века.
Имена инженеров, непосредственно проектировавших и строивших замки Генриха VIII, известны обрывочно. Наиболее изучена деятельность выходца из Моравии Штефана фон Хашенперга (он же Стивен Алеман, англ. Steven the Almayne) — строителя замка Сэндгейт, первой очереди замка Камбер, земляных укреплений в Кенте и цитадели Карлайла. Проекты кентских замков составили базировавшие в Хэмптон-корт придворные архитекторы во главе с казначеем Робертом Лордом и землемером Ричардом Бенизом — не искушённые в военном деле строители королевских дворцов. Эти проекты отличаются лучшей проработкой жилых и служебных помещений, но в военном отношении слабее других. Замки Корнуолла строили местные магнаты Киллигрю и Треффри. Строительством других крепостей руководили отобранные королём военные аристократы — лорд-адмирал Джон Расселл, Джон де Вер, Томас Говард и другие; наиболее вероятно, что инженерные решения на таких стройках принимались не единолично, но коллегиально. Единообразие этих решений, архитектурного облика, достоинств и недостатков построенных замков объясняется тем, что все они были предопределены личной волей короля, продиктовавшего инженерам особый генриховский стиль (англ. Henrician style) фортификации. Отличительные признаки этого стиля — симметричные планы, круглые башни, и характерные, массивные парапеты боевых ярусов с редко расставленными амбразурами и скруглёнными внешними фасами. Скругление, по замыслу королевских инженеров, способствовало рикошету неприятельских ядер. Часто расставленные «средневековые» зубцы замков Дил и Уолмер — бутафория, сменившая генриховские парапеты в XVIII веке.

Планировки замков с круглыми башнями: от простого к сложному
Замки Кэлшот и Пенденнис Круглая цитадель за 16-угольной стеной
Замок Сент-Моуз «Трилистник» с круглой четырёхъярусной[51] цитаделью
Замок Хёрст «Трилистник» с шестиярусной[52] цитаделью и внешней 12-угольной стеной
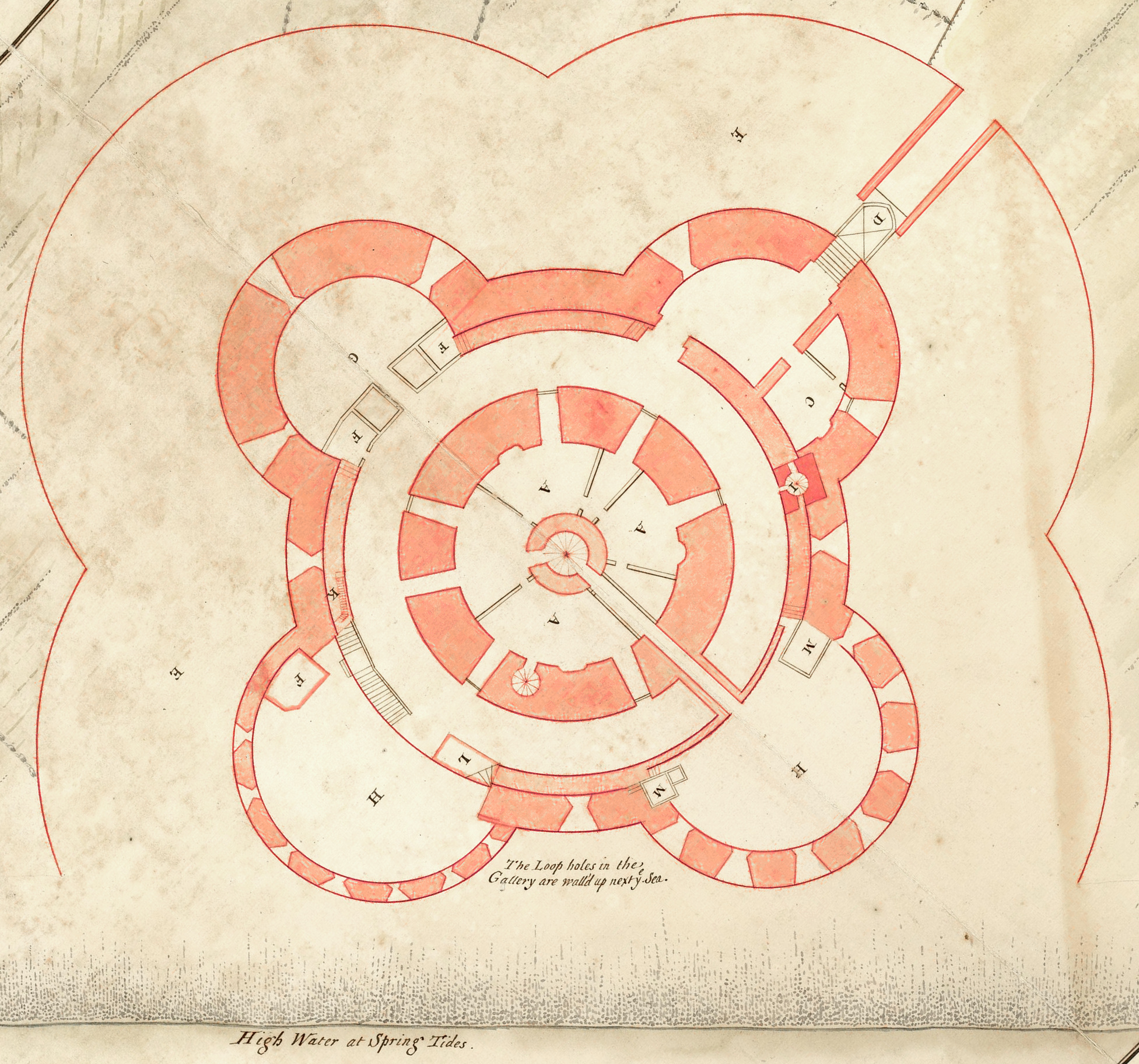
Замки Уолмер и Сандаун Трёхъярусный[53] «четырёхлистник» План 1725 года
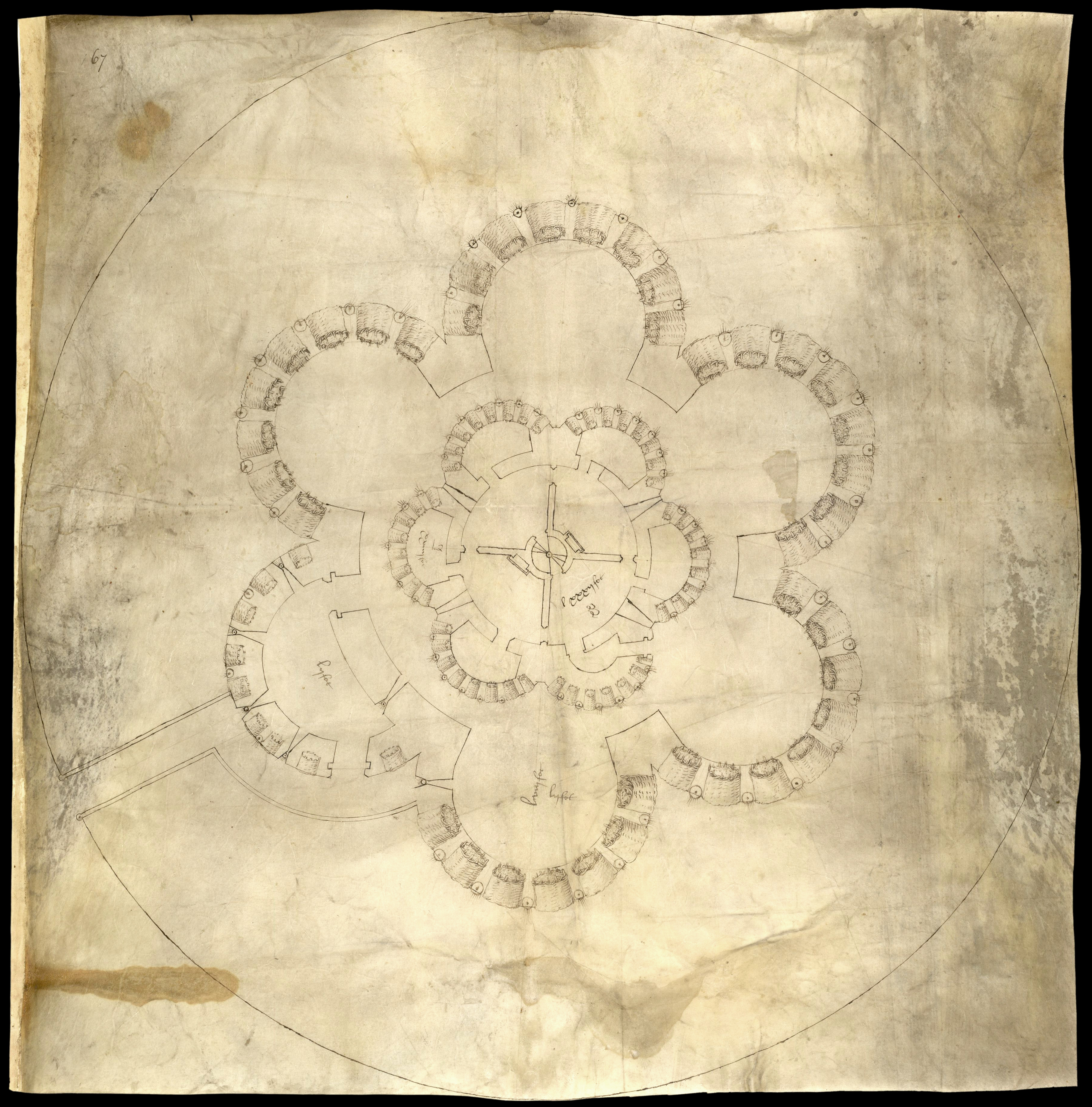
Замок Дил Трёхъярусный «шестилистник» Проектный чертёж 1539 года

Все замки первой очереди строительства (1539—1541) построены по одной и той же схеме: круглая либо многогранная цитадель окружена кольцом из приземистых каменных, крытых сверху башен-бастионов. Бастионы, крепостные стены и цитадель возвышаются нарастающими ярусами, числом от трёх до шести. В простейших по устройству замках Кэлшот и Пенденнис вместо бастионов — круглая или многогранная внешняя стена с амбразурами; тяжёлые пушки размещены во внутреннем дворике между внешней стеной и цитаделью. В замках Сент-Моуз и Хёрст три башни-бастиона, в замках Уолмер и Сандаун четыре, в замке Камбер — четыре боевые башни и пятая надвратная, в замке Дил — шесть. Английские краеведы сравнивают подобные планы с геральдической розой Тюдоров, современные историки считают это сходство простым совпадением. Идеально симметричная расстановка башен, в теории, позволяла вести круговую оборону; в действительности, возможность огня в тыл зависела от места постройки замка. Замки, построенные у самой воды, и простреливаемые с господствующих высот, сопротивляться нападению с суши не могли. Это, как показал опыт гражданской войны 1640-х годов, было по силам лишь замкам, построенным на господствующих высотах (Пенденнис) или на глубоко выдвинутых в сторону моря песчаных ко́сах (Кэлшот, Хёрст).

Планировки замков с элементами бастионной системы
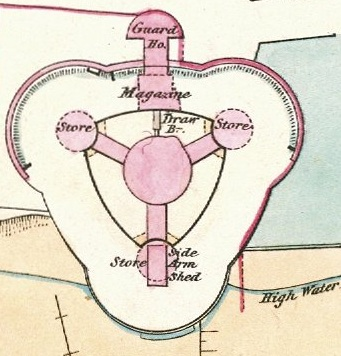
Замок Сэндгейт План 1870 года
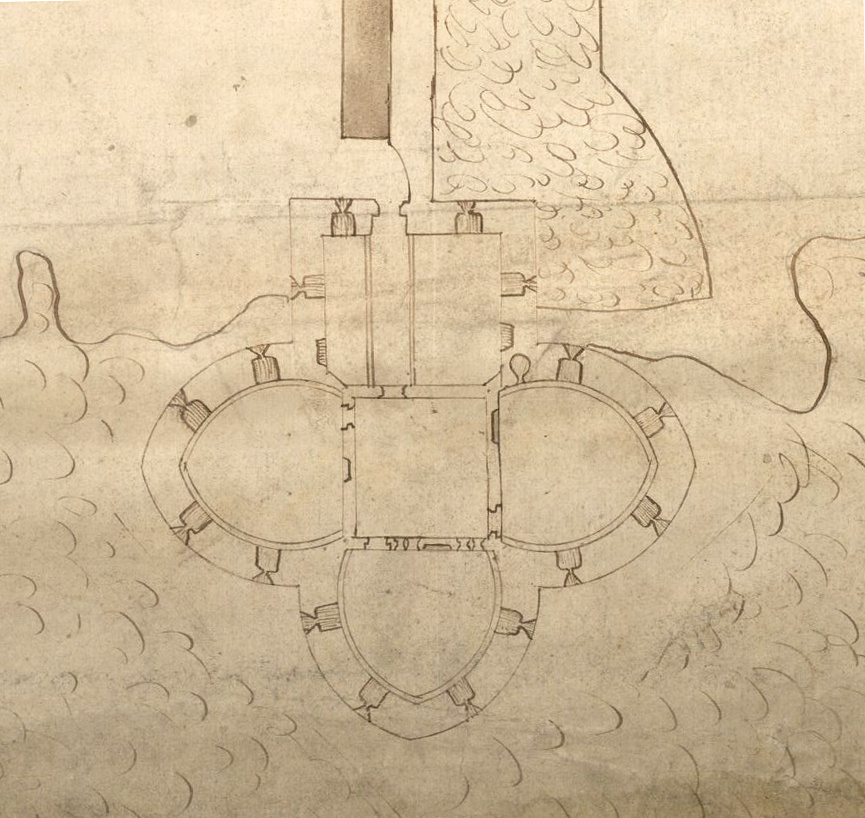
Форт крепости Халл План 1542 года
Замок Саутси
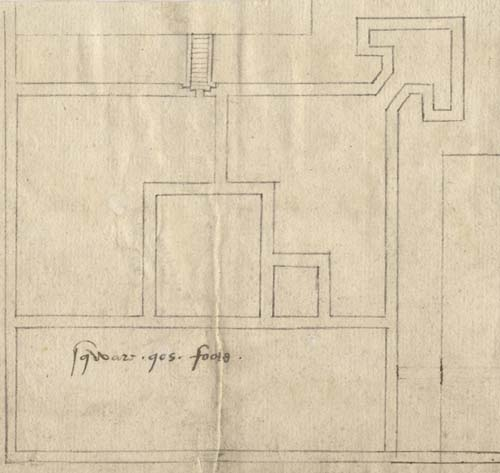
Замок Ярмут План 1559 года

Несколько особняком в этом ряду стоят два проекта Штефана Хашенперга — замок Сэндгейт и первая очередь замка Камбер. Хашенперг ближе других современных инженеров подошёл к идее бастионной системы: многогранные, а не круглые, формы внешних стен его замков лучше других приспособлены к ведению фланкирующего огня, мёртвые зоны — минимальные среди всех современных английских построек. Предположение о том, что Хашенперг следовал идеям Дюрера, не доказано и не опровергнуто: башни его замков повторяют в уменьшенном масштабе гигантские башни Дюрера, но частные решения, приписываемые Дюреру, вошли в практику английских и французских инженеров ещё до выхода его книги. Понятия фланкирующего огня и мёртвых зон были известны и самому королю, упоминавшего их в указах о реконструкции крепостей Кале (1532), Гин (1536) и Берик (1540), но в замках «Программы» они оказались лишними. Более того, после бесславной отставки Хашенперга угловатые башни башни замка Камбер были перестроены по старому образцу в круглые.
Между первой (1539—1541) и второй (1544—1547) очередями «Программы» идеи бастионной системы проникли и в Англию. В 1542 году в Халле, Кале и Гине началось строительство укреплений переходного типа — это были многоярусные боевые башни, в плане представлявшие трилистники с остроконечными выступами. В 1543 году началась перестройка замка Камбер. Два года спустя, во время очередной военной тревоги, Генрих VIII заложил новые укрепления (Портсмут, Сандаун, Шарпенрод) принципиально нового, бастионного типа и приказал перестроить по новейшей моде замок Саутси. Единственное объяснение столь молниеносного изменения — личный опыт самого короля, приобретённый в 1543—1544 годы во Франции. Генрих VIII и его советники воочию увидели новейшие укрепления Пикардии, а в английскую армию благодаря союзу с Карлом V влились сотни итальянских офицеров и инженеров. Среди доверенных инженеров Генриха VIII в 1545—1546 годы — «Джон из Падуи», Жироламо из Тревизо, «Итальянец Джован Росетти». Существенно изменилась и организация проектирования и строительства. Дряхлеющий король возвысил сторонников «итальянского стиля» Джона Роджерса и Ричарда Ли, и более не опирался на титулованных аристократов. Взамен, Генрих VIII отдавал приказы непосредственно незнатным исполнителям среднего звена — Ричарду Кавендишу, Томасу Палмеру, Томасу Уайетту и другим.

## История службы

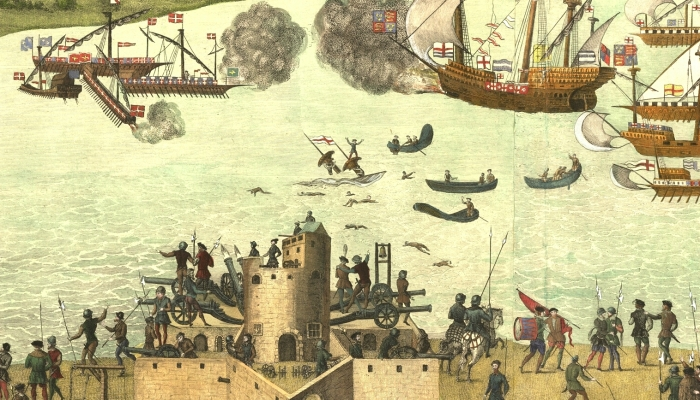
Бой в Соленте 19 июля 1545 года. Вид из Портсмута на Солент и остров Уайт; на переднем плане — замок Саутси. Вверху слева французские галеры, вверху справа английская каракка «Генри Грейс э'Дью», в центре мачты затонувшей «Мэри Роуз». Фрагмент гравюры с утраченного в XVIII веке оригинала 1540-х годов

Опасаясь усиления военной аристократии, Генрих VIII воздерживался от развёртывания регулярной армии, однако для прибрежных крепостей он сделал исключение. Завершив в декабре 1540 года постройку первой очереди из 24 замков и блокгаузов, он разместил в каждом из них постоянный гарнизон артиллеристов. В крупнейшем замке Дил в мирное время базировались 35 человек, в каждом из малых блокгаузов — от пяти до семи человек, а всего это «войско» насчитывало 2,2 тысячи человек, каждый из которых в мирное время обходился казне в один фунт стерлингов в год. Солдаты и капитаны замков давали Генриху VIII и его наследникам письменную присягу и подчинялись особому крепостному уставу 1539 года.
Вооружение фортов во времена Тюдоров состояло из самых разных огнестрельных орудий: инвентаризация 1547—1548 годов зафиксировала 28 их типов. Основным калибром обычно служили тяжёлые казнозарядные и дульнозарядные кулеврины (англ. demi-cannon) калибром 6,5 дюйма (16,5 см) с дальностью стрельбы 1000 м. На фортах хранился и запас луков, пик и алебард для вооружения солдат и ополченцев в военное время. Гарнизоны мирного времени лишь охраняли крепости и поддерживали их в исправности; предполагалось, что при объявлении военной опасности они будут пополняться до боевой численности наёмными солдатами и добровольцами из местного населения. Однако этого не произошло даже в ходе французского вторжения 1545 года: король усилил гарнизоны лишь двух замков, Саутси и Камбера.
В июле 1545 года, в ходе итальянской войны 1542—1546 годов, Франциск I направил в Англию и Шотландию экспедиционный корпус Клода д’Аннебо — тридцать тысяч бойцов на более чем двухстах кораблях. 19 июля 1545 года французские галеры вошли в Солент и атаковали англичан; английский флагман «Мэри Роуз» перевернулся и затонул со всем экипажем. Сражение происходило в виду замка Саутси, вне досягаемости береговой артиллерии. 21 июля десантные партии французов высадились на остров Уайт, захватили недостроенный и невооружённый замок Сандаун, но не смогли отбить у англичан господствующие высоты, и были вынуждены ретироваться. По мнению Хейла, нападающие не считали форты Генриха VIII серьёзной угрозой: они могли захватить весь остров Уайт, но не были готовы к длительной наземной обороне. Д’Аннебо увёл флот к Брайтону, а затем вернулся во Францию. В эту кампанию, ставшую последним в истории нападением французов на английское побережье, форты Генриха VIII не сделали по врагу ни одного выстрела.

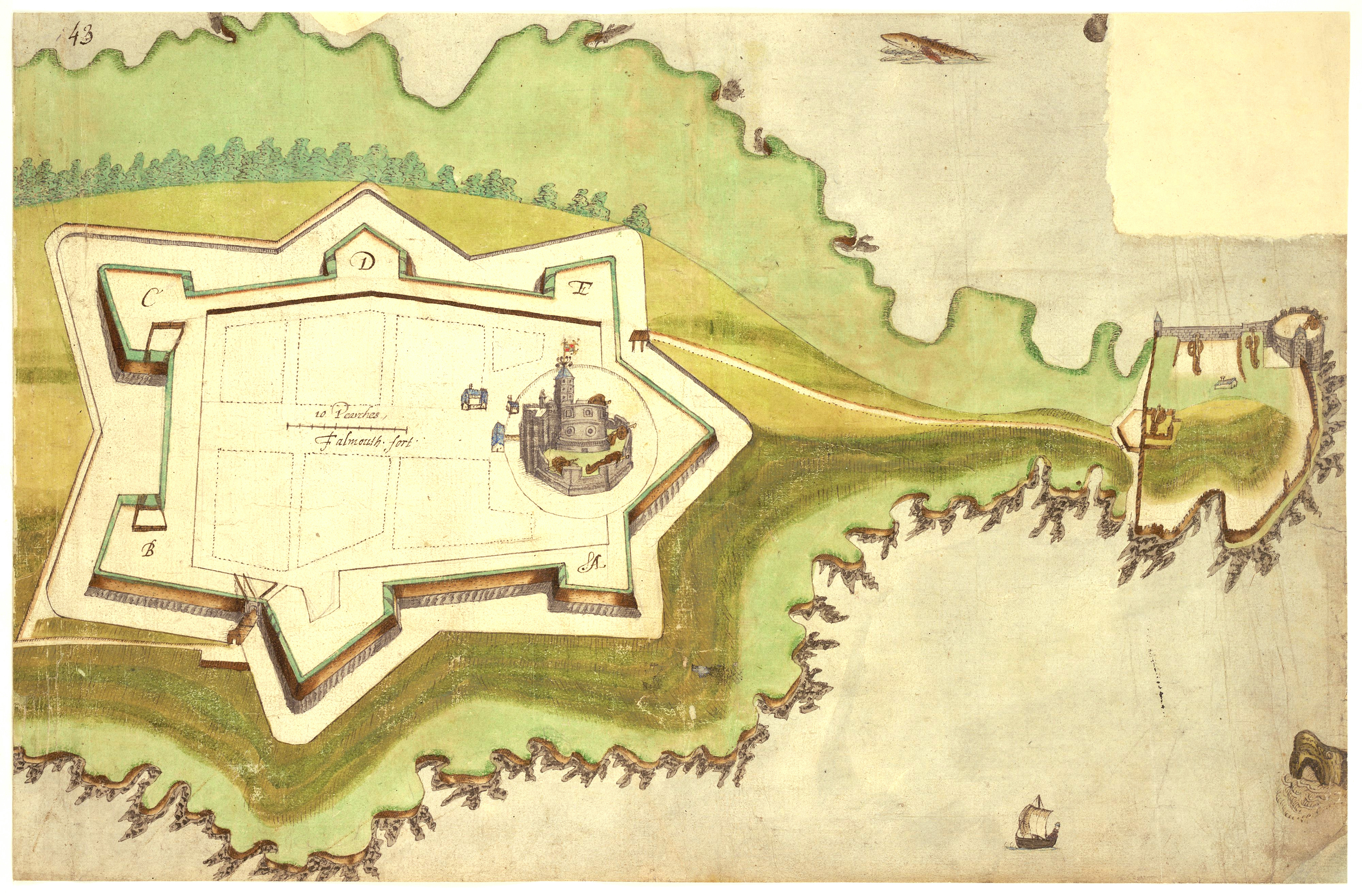
Модернизация замка Пенденнис (в центре) при Елизавете. План 1597 года

После смерти Генриха VIII (1547 год) в стране произошла череда дворцовых переворотов и религиозных конфликтов при относительно спокойной внешнеполитической обстановке. Первая военная тревога времён Елизаветы произошла лишь в 1574 году. К этому времени ставшие ненужными форты пришли в запустение и требовали срочного ремонта и перевооружения. Замок Браунси, перешедший в руки фаворита королевы и покровителя Фрэнсиса Дрейка Кристофера Хаттона, служил базой пиратов. Несколько второстепенных блокгаузов уже прекратили существование; оставшиеся были срочно отремонтированы в 1587—1588 годы перед ожидаемым нашествием «непобедимой армады». Летом 1588 года испанский флот прошёл с запада на восток вдоль южного побережья Англии, но, как и в 1545 году, замкам не довелось вести огонь по врагу. Следующий кризис произошёл в 1595—1596 годы: испанцы отправили в Корнуолл мощный морской десант, но отменили высадку из-за непогоды. По рекомендации Уолтера Рэли и Роберта Деверо Тайный Совет начал спешную модернизацию замка Пенденнис по уже общепризнанным правилам бастионной системы — однако и эта тревога не материализовалась.
Со смертью Елизаветы в 1603 году наступил длительный период мира, и при Стюартах ставшие ненужными, недостаточно финансируемые форты пришли в упадок. Замок Камбер был списан как полностью потерявший военное значение, штаты корнских замков были сокращены вдвое. В 1634 году власти предприняли попытку стандартизировать крепостную артиллерию: по новым правилам она должна была состоять исключительно из железных пушек, а корабельная — исключительно из бронзовых. Этот план так и не был реализован; вооружение замков на пороге Английской революции оставалось таким же разношёрстным, как и за век до неё.

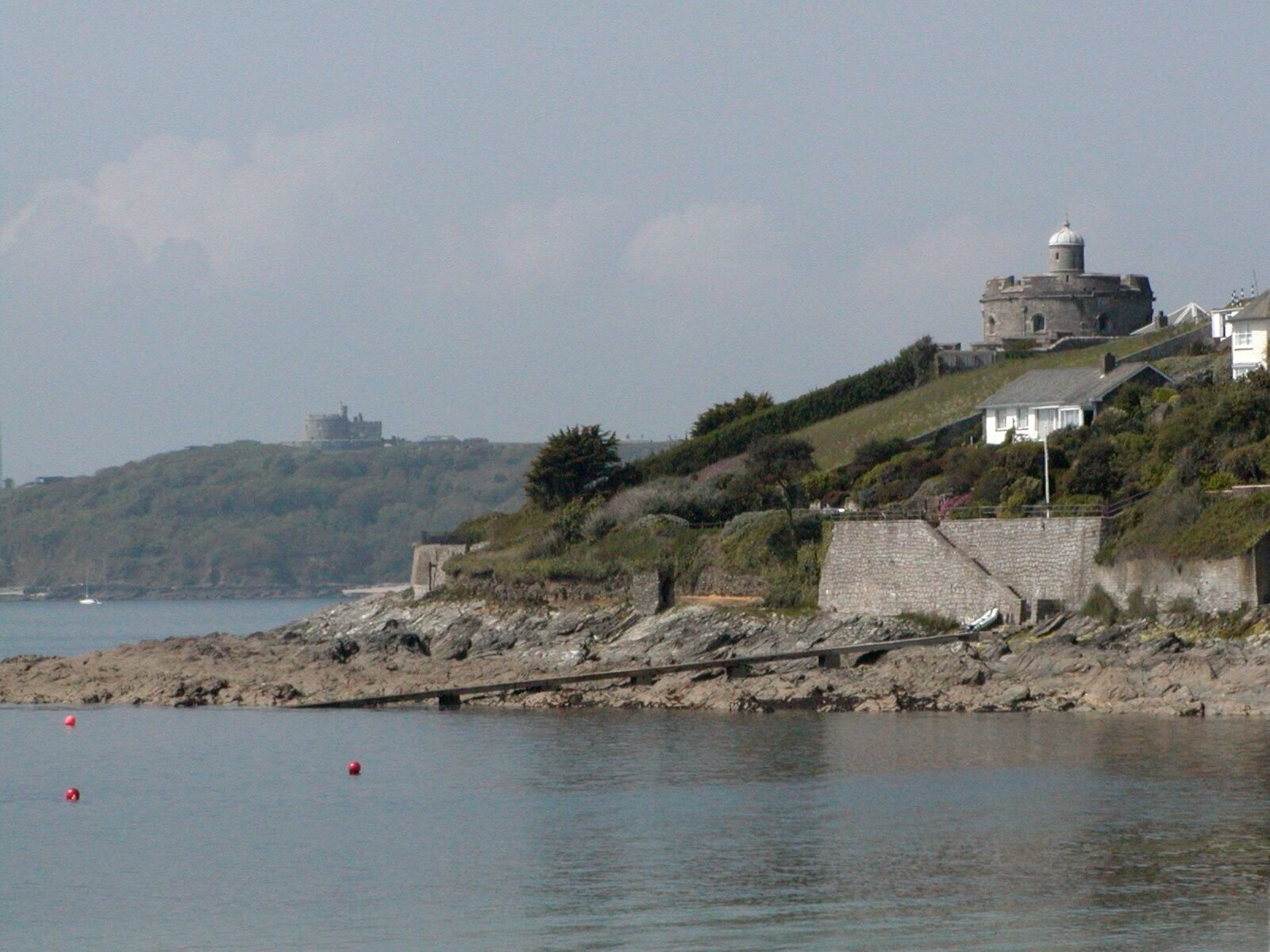
Замки Сент-Моуз (справа) и Пенденнис (слева), охраняющие вход в залив Каррик-Роудс, прослужили в береговой обороне до 1956 года

Во время революции большинство фортов Генриха VIII оказались неспособными сопротивляться атакам с суши, да и не представляли особой ценности ни для роялистов, ни для круглоголовых. Первое столкновение в сентябре 1642 года, атака четырёхсот круглоголовых на замок Саутси, вооружённый четырнадцатью пушками при двенадцати пушкарях-роялистах, закончилось анекдотически. В ответ на предложение сдать форт комендант, будучи изрядно пьяным, попросил отсрочки до утра — чтобы проспаться. Круглоголовые, не желавшие ждать, перелезли через стены и без помех взяли в плен всё его «войско». Успешнее сложилась оборона стратегически важного замка Портсмут. Дважды, в 1644 и 1645 годах, занимавшие его роялисты сумели выдержать многомесячные осады. Замок был сдан адмиралу Баттену лишь в 1646 году. В том же году замок Пенденнис сопротивлялся осаде без малого пять месяцев. Вероятно, роялистский гарнизон в тысячу человек при полусотне орудий продержался бы дольше, если бы не морская блокада.
В мае 1648 года, после смещения Баттена, на сторону роялистов перешли кентские замки Дил, Уолмер и Сандаун. Парламентское войско расправилось с мятежными замками поодиночке. Первым после трёхнедельной бомбардировки пал Уолмер. Затем круглоголовые выстроили между замками Дил и Сандаун земляной форт, чтобы не допустить воссоединения роялистских сил и пресечь их пополнение с моря. Предполагая, что правильная осада может занять слишком долго времени, осаждавшие приняли решение стереть замки с лица земли систематической бомбардировкой; в действительности припасы мятежников иссякли задолго до того, как круглоголовые смогли нанести замкам существенный ущерб (подтверждение тому — относительно хорошая сохранность крепостных стен XVI века). После известия о поражении союзников-шотландцев в битве при Престоне сопротивление потеряло смысл, и в августе-сентябре 1648 года, после трёх месяцев осады, роялистские гарнизоны сложили оружие.
Затем, после завершения распрей XVII века, бо́льшая часть замков Генриха VIII перешла в частные руки или была приспособлены под казённые склады и тюрьмы. Заброшенные земляные сооружения и вовсе исчезли. В конце XVIII века сохранившиеся укрепления были срочно перевооружены для обороны от наполеоновского флота (при этом замок Сэндгейт был безжалостно перестроен в башню Мартелло). После поражения Наполеона в замках размещалась береговая служба британской таможни; дважды, в 1840-х и 1860-х годах, замки вновь вооружались на случай войны с Францией. Лишь три замка — Пенденнис, Сент-Моуз и Хёрст непрерывно и последовательно поддерживались в боевой готовности, неоднократно перестраивались и расширялись, и прослужили в вооружённых силаx до 1956 года; последним в 1960 году был выведен из эксплуатации замок Саутси.

## Сохранившиеся укрепления
Замки и блокгаузы перечисляются против часовой стрелки, от Фалмута на западе до устья Темзы на востоке. В список сохранившихся включены и руинированные объекты (фундаменты блокгауза Грейвзенд), и объекты, сохранившиеся лишь в виде осязаемых, доступных для посещения и обзора фундаментов позднейших построек (замок Нетли). Перестроенные объекты, в которых генриховские фундаменты полностью скрыты позднейшими постройками (Ярмутский яхт-клуб, замок Браунси), в список не включены.

### Укрепления Фалмута
Первый вариант программы Генриха VIII предусматривал строительство пяти замков, охраняющих залив Каррик-Роудс и расположенный на его берегу порт Фалмут. Фактически же из пяти замков были построены два: замок Пенденнис в самом Фалмуте и замок Сент-Моуз на противоположной, восточной, стороне залива.

#### Замок Пенденнис
Фалмут, Корнуолл 50°08′46″ с. ш. 5°02′48″ з. д.

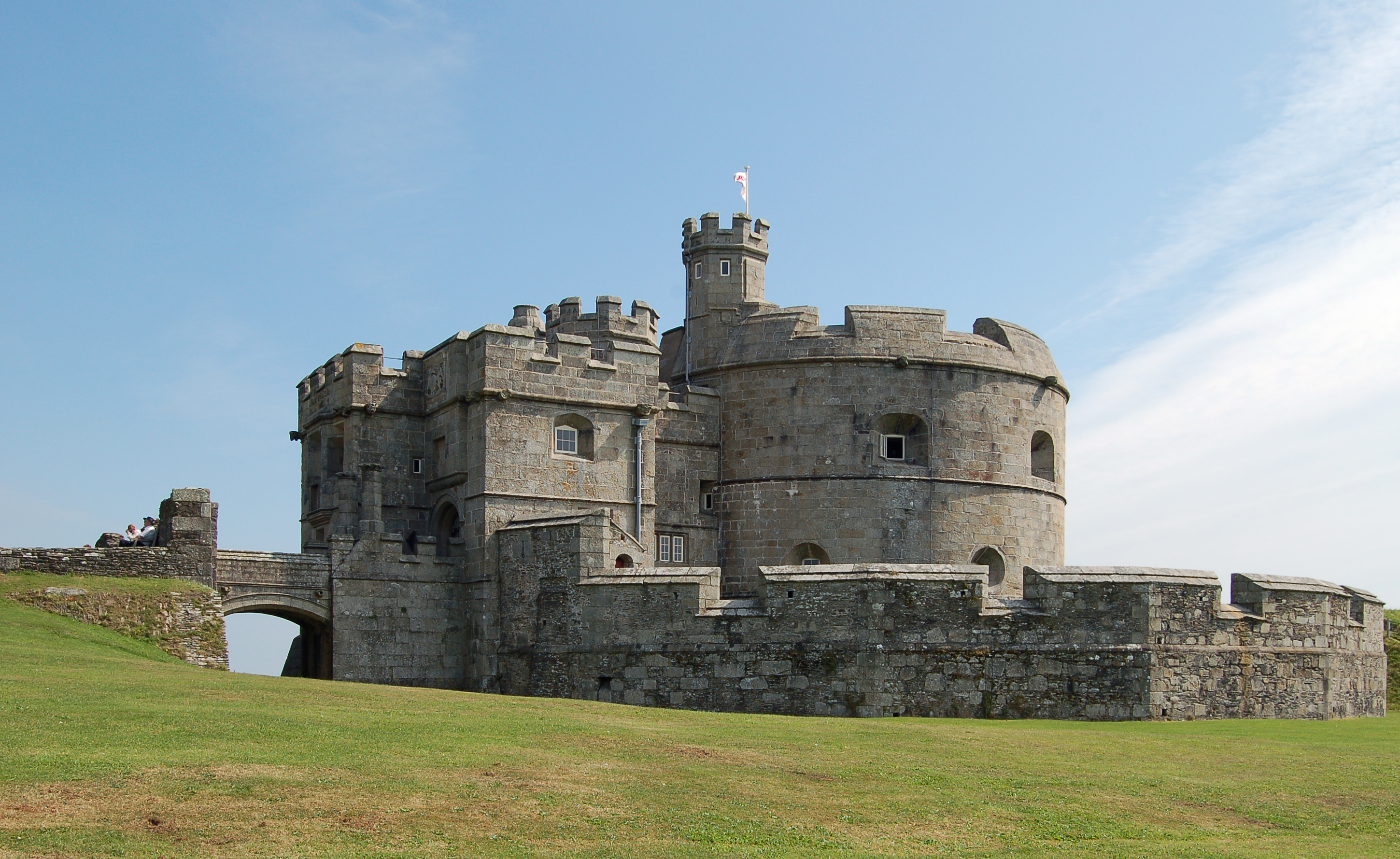
Цитадель XVI века. Фото 2007 года

Замок Пенденнис стоит на вершине холма на мысе Пенденнис-пойнт, в черте города Фалмут. На стрелке мыса, у самой воды, расположено передовое укрепление — полуциркульный артиллерийский каземат, предположительно построенный к 1538 году. Сам же замок активно строился c весны 1540 года по (предположительно) 1545 год. Это была одиночная четырёхъярусная боевая башня диаметром 17,4 м, с двумя крытыми и одним открытым боевыми ярусами. Вокруг башни располагалась открытая орудийная платформа. Низкая, круглая в плане стена, окружающая эту платформу, и примыкающий к башне с тыла прямоугольный жилой корпус — позднейшие постройки. Строителем и первым капитаном форта стал местный магнат Джон Киллигрю; он, его сын и его внук управляли Пенденнисом до 1605 года. Вероятно, пост капитана приносил семейству немалый доход с проходящих купеческих судов — но на таможенный «промысел» претендовали и капитаны соседнего замка Сент-Моз. Известно, что в 1630 году капитаны двух замков судились за монополию на таможенный досмотр, а трибунал Адмиралтейства постановил делить доходы поровну.
В 1569 году очередная война с испанцами заставила англичан усилить замок двумя батареями для обороны с моря и с тыла; с тех пор и до воцарения Стюартов в Пенденнисе базировался значительный гарнизон — от ста человек в мирное время до пятисот в военное. В 1593—1595 годы испанцы разорили побережье Корнуолла, а в 1596 году англичане ожидали полномасштабного военного вторжения. Инспектировавшие замок Уолтер Рэли и Роберт Деверо сочли его негодным к обороне, и в феврале 1598 года Тайный Совет отправил в Фалмут четыреста строителей под началом Николаса Паркера. Земляной форт с шестью бастионами, спроектированный Полом Айвом, строился несколько лет, до смерти Елизаветы. Качество проекта было доказано в марте-августе 1646 года, в ходе осады роялистского гарнизона Пенденниса круглоголовыми Томаса Ферфакса. Елизаветинский форт, построенный на господствующей высоте, оказался неприступным; 24 офицера и более 900 солдат продержались пять месяцев, несмотря на морскую и сухопутную блокаду.

#### Замок Сент-Моуз

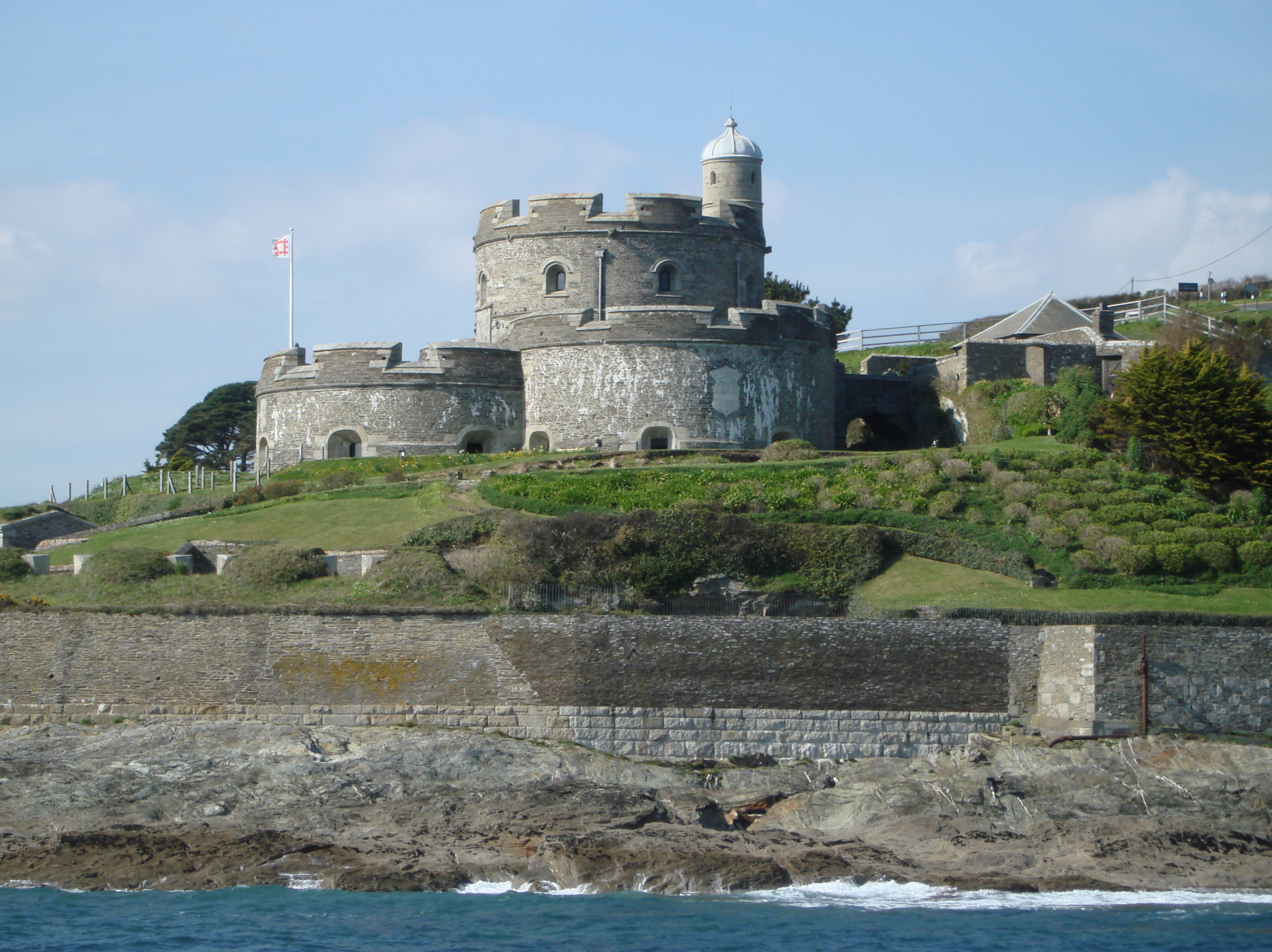
Цитадель XVI века и форты XVI—XIX веков. Фото 2007 года

Полуостров Роузленд, Корнуолл 50°09′20″ с. ш. 5°01′25″ з. д.
Расположенный на противоположной от замка Пенденнис стороне залива Каррик-Роудс замок Пенденнис строился под началом Томаса Треффри, который и стал его первым капитаном. Сроки постройки достоверно не известны; вероятно, замок был вооружён в 1541 или 1542 году, а потом ещё некоторое время достраивался. План замка схож с постройками Штефана фон Хашенперга: четырёхъярусная башня-цитадель высотой от основания до парапета верхней площадки 13,4 м (44 фута) и диаметром 14 м (46 футов) окружена тремя обращёнными к морю, круглыми, башнями-бастионами. «Трилистник», в свою очередь, окружает вырубленный в скале контрэскарпированный сухой ров. Примерно в 50 м от замка, у самой воды, располагалась передовая орудийная платформа диаметром 16 м. Первоначальное вооружение замка состояло из 19 пушек калибром до пятидесяти фунтов с дальностью огня до 2000 ярдов, штатное стрелковое оружие — 12 аркебуз и 30 луков. В XXI веке в замке хранится единственная пушка тюдоровских времён, отлитая в Венеции в 1540 году.

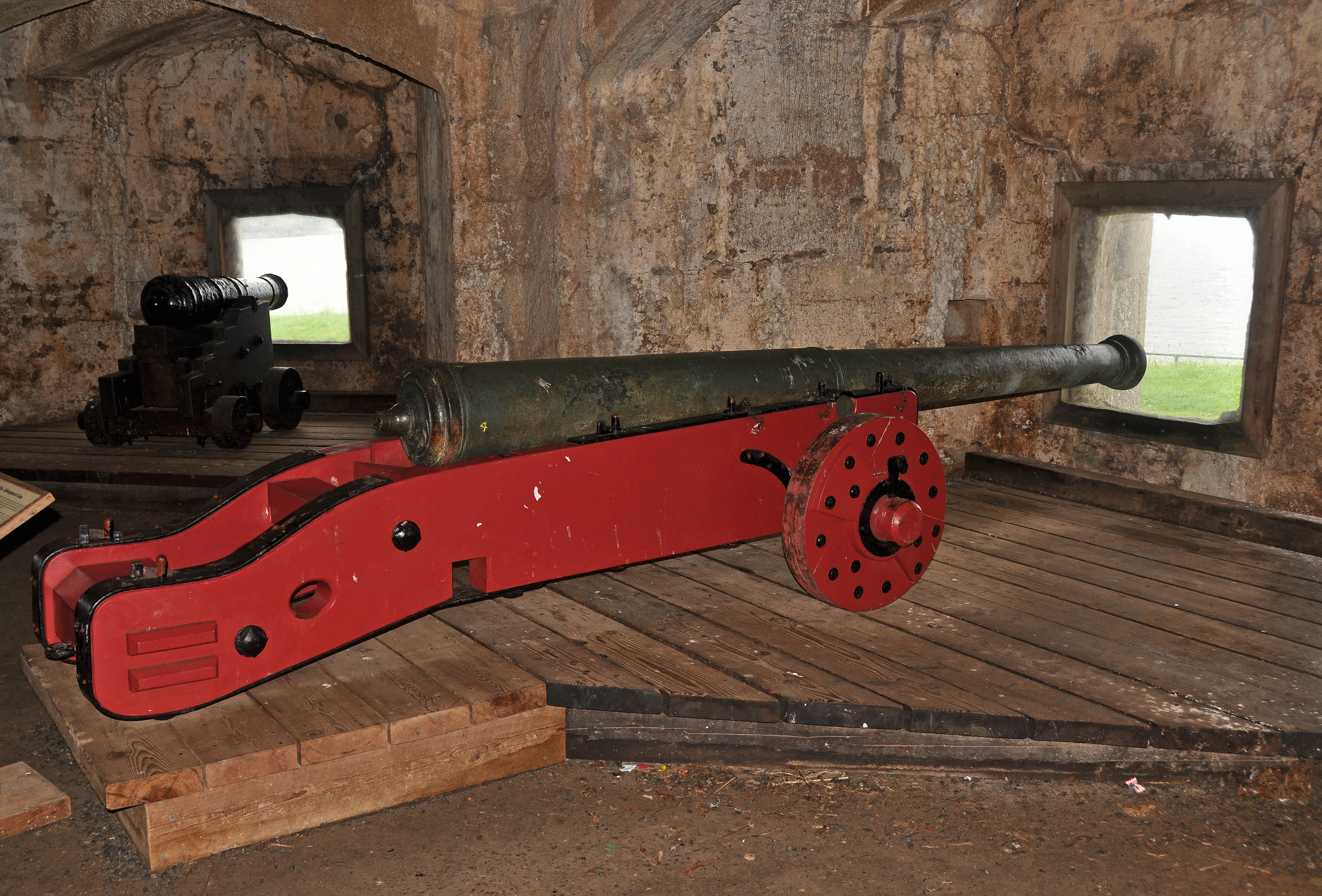
Венецианская пушка 1540 года в замке Сент-Моуз

Сент-Моуз заметно меньше других многобашенных замков Генриха VII: ширина «трилистника» составляет всего 30 м. Одновременно, это наиболее богато украшенный замок своего времени: по воле Треффри его стены покрыла изысканная резьба по камню и доски c прославляющими короля изречениями на латыни, составленными Джоном Леландом. Большая часть этих украшений дошла до наших дней; по оценке English Heritage, Сент-Моуз — «один из наилучшим образом сохранившихся прибрежных фортов Генриха VIII».
Из-за неудачного расположения замок был уязвим для атаки со стороны суши. Елизаветинская программа переустройства фортов обошла Сент-Моуз стороной; после реконструкции замка Пенденнис Сент-Моуз утратил военное значение. Тем не менее и Елизавета, и Стюарты несколько раз расширяли земляные укрепления вокруг замка и содержали в нём постоянный гарнизон. Во время Английской революции этот гарнизон сдался круглоголовым без боя. В последующие полтора века в замке содержали лишь сторожей-инвалидов; к началу наполеоновских войн устаревшая артиллерия Сент-Моуз пришла в полную негодность. В XIX веке замок несколько раз перевооружался. Парадоксально, но в 1860-е годы на его нижней батарее (вне крепостных стен) базировалось больше пушек, чем в замке Пенденнис, при том, что в Сент-Моуз могли разместиться не более тридцати артиллеристов. Фактически, в течение всего XIX века замок был не столько действующей береговой батареей, сколько учебной базой для местных резервистов, в то время подчинённых не флоту, а Армии Метрополии.
После англо-бурской войны армейское командование утратило влияние, и все береговые укрепления перешли в распоряжение флота. Новым хозяевам старые замки были более не нужны. В 1907 году Сент-Моуз был разоружён, а его «войско» распущено. В 1920 году замок получил статус охраняемого памятника первой категории, но в годы Второй мировой войны в Сент-Моуз вновь установили пушки. Военные окончательно покинули замок в 1956 году.

### Укрепления Портленда и Уэймута

#### Замок Портленд

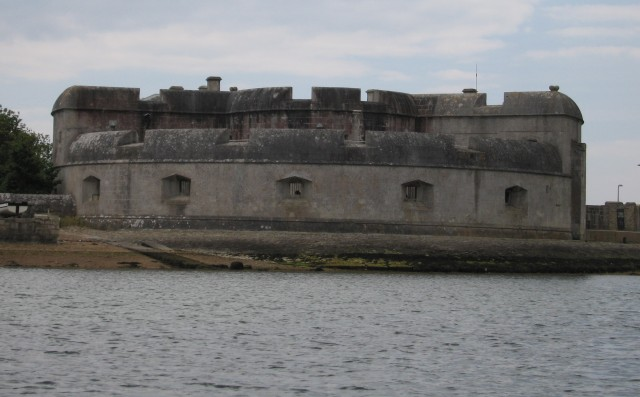
Главная батарея, простреливавшая гавань Портленда. Фото 2006 года

Северная оконечность острова Портленд, Дорсет 50°34′05″ с. ш. 2°26′48″ з. д.
Замок Портленд был построен в 1539—1540 годы на низком южном берегу Уэймутской бухты, на невысоком гласисе у самой воды. К ней обращён компактная открытая батарея на пять тяжёлых орудий за массивной полуциркульной стеной. Галерея, проложенная над стеной и защищённая каменным парапетом c четырьмя бойницами, использовалась для размещения лёгких орудий и стрелков. Сзади к блокгаузу примыкает двухэтажное здание с круглой «цитаделью» и двумя кубическими крыльями. На верхнем уровне крыльев и цитадели первоначально размещались открытые батареи; позже батарея цитадели была перестроена в оружейный склад. Полуциркульный план и компактные размеры Портлендского замка уникальны среди «замков 1539 года», однако его облик и инженерные решения — бесспорно «генриховские».
К 1574 году обветшал, но был восстановлен (и по сей день сохраняет облик XVI века). В 1623 году имел на вооружении 13 пушек, к началу гражданской войны 21 пушку. В 1644 году, занятый роялистами, выдержал четырёхмесячную осаду круглоголовых. По неизвестным причинам, провалилась и вторая попытка взять замок, в 1645 году; год спустя роялисты сами сдали его Уильяму Баттену. Замок более не использовался по назначению: в нём последовательно размещались пороховой склад, тюрьма, частные апартаменты, а в годы Второй мировой войны — штаб и казарма. В 1956 году перешёл во владение «Английского наследия», ныне действующий музей и охраняемый памятник.

#### Замок Сэндсфут
Уэймут, Дорсет 50°35′43″ с. ш. 2°27′39″ з. д.

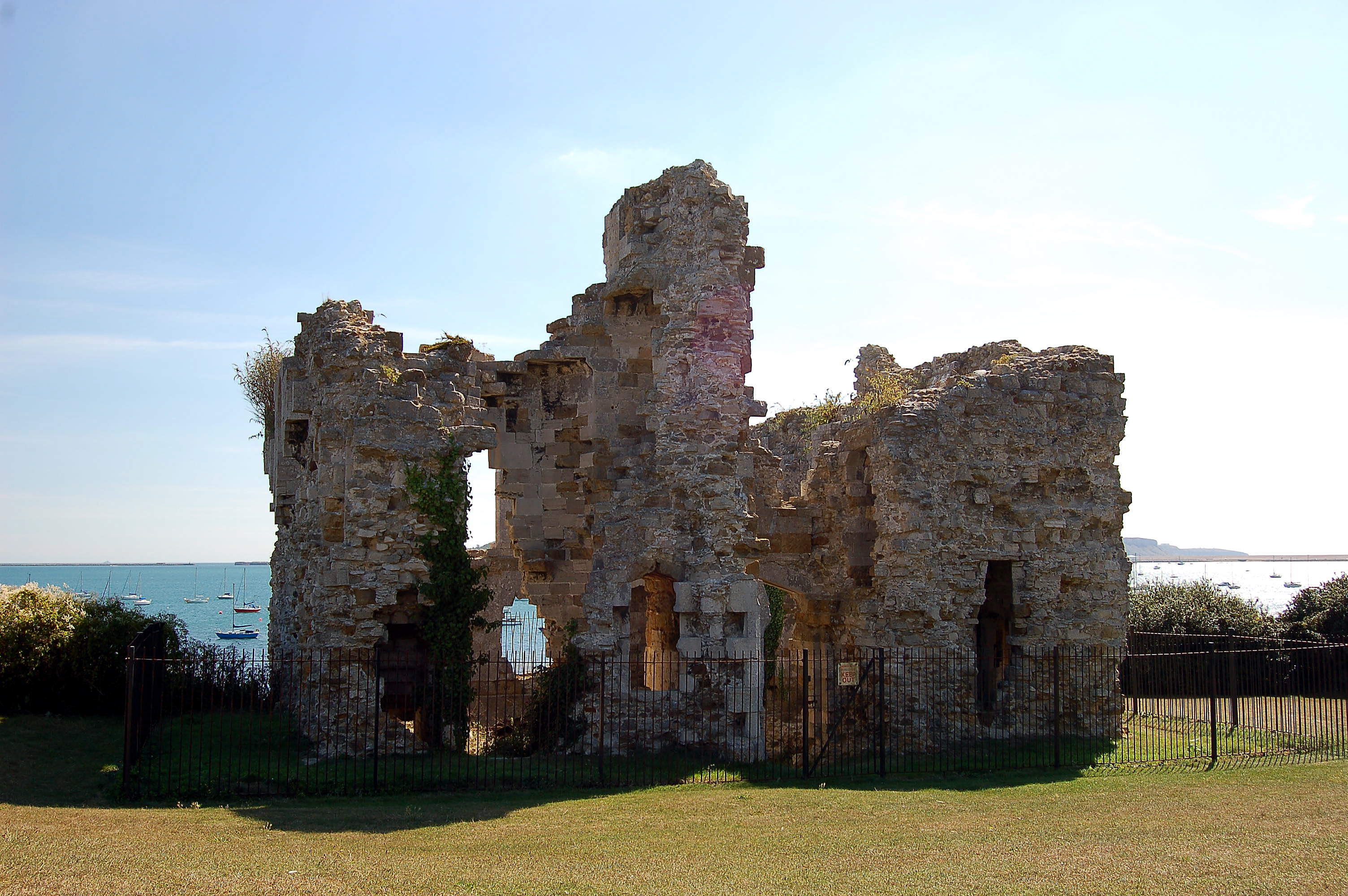
Вид с тыла. Фото 2009 года

«Замок», а фактически блокгауз, Сэндсфут был выстроен в 1539—1540 годы на высоком северном берегу Уэймутской бухты, в 2 км к северу от замка Портленд. Он представлял собой одноэтажный D-образный в плане каземат на пять тяжёлых пушек; с тыла к нему было пристроено двухэтажное здание казармы со смотровой башней. Уже при Елизавете каземат был разрушен оползнями и эрозией обрыва. В 1610—1623 годы вокруг остатков Сэндсфута были устроены земляные бастионы; в 1645 роялисты сочли его непригодным для обороны; в 1665 оно было окончательно списано казной. С 1902 года руина в муниципальной собственности, в 1931 году вокруг неё устроен публичный парк, с 1953 года Сэндсфут — охраняемый памятник. На огороженной в целях безопасности площадке, на самом обрыве, сохраняются руины казармы и смотровой башни. Резной герб, некогда украшавший «замок», хранится в местной церкви. Здание обречено: рано или поздно руина рухнет в наступающее море.

Вероятно, что по тому же образцу строился и ныне утраченный «замок» Браунси, охранявший вход в гавань Пула. Этот замок не был достроен, и пришёл в запустение уже при Елизавете. В боевых действиях Браунси не участвовал, зато его комендантов обвиняли в пособничестве пиратам: здесь якобы базировались их суда. После гражданской войны замок перешёл в частное владение, в первой половине XVIII века году был перестроен в жилой дом, в середине XIX веке снесён и полностью перестроен в тюдоровском стиле. После смерти последней собственницы в 1961 году весь остров перешёл под управление Национального фонда.

### Укрепления острова Уайт, Солента, Портсмута и Саутгемптона

#### Замок Хёрст

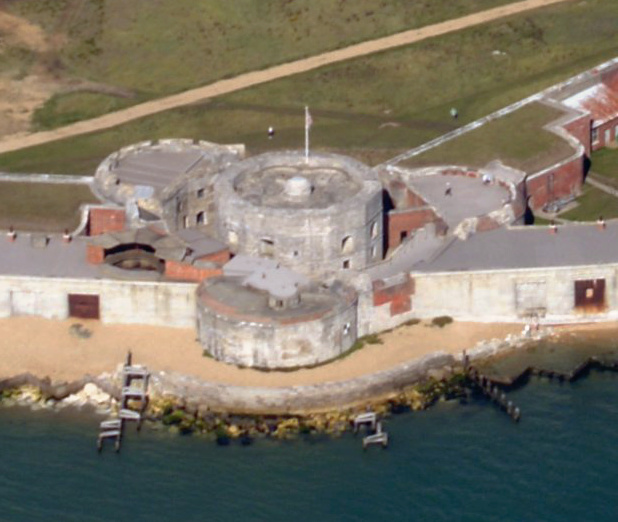
«Трилистник» XVI века между батареями XIX века. Фото 2010 года

Мыс Хёрст-Пойнт, Хэмпшир 50°42′23″ с. ш. 1°33′04″ з. д.
В 1522—1523 Генрих VIII выстроил на побережье острова Уайт, близ западного входа в Солент, боевую «башню Ворсли» (англ. Worsley Tower). В марте 1539 года Ризли и Паулет настоятельно рекомендовали Кромвелю укрепить стратегически важный пролив, перестроив башню Ворсли в полноценный артиллерийский замок, но в список первоочередных построек этот проект не вошёл. Взамен на противоположном, северном берегу Солента, на узкой косе Хёрст-Пойнт, в феврале 1541 года был заложен новый замок Хёрст. Этот замок, строившийся три года, и формально не включенный в «Программу» 1539 года, стал последним и наиболее совершенным крупным сооружением «генриховского стиля». Вероятно, сказался опыт, приобретённый англичанами в 1539—1541 годы: они сумели построить первоклассный форт с удачным балансом наступательных и оборонительных средств.

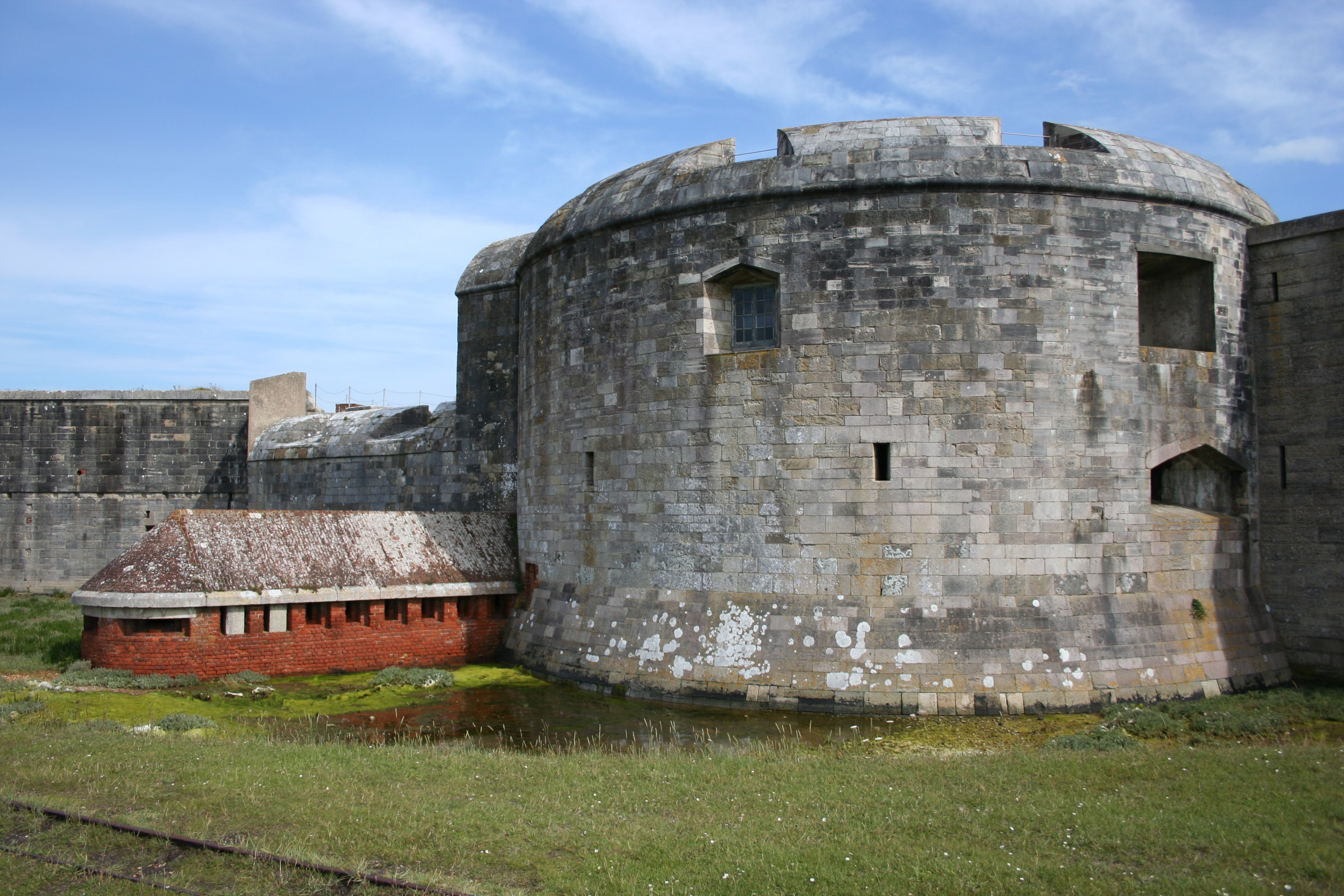
Высокий западный (обращённый к суше) бастион с характерными «генриховскими» парапетами

План замка Хёрст, с его двенадцатиугольной цитаделью и тремя круглыми бастионами, соединёнными мощной каменной куртиной, в целом повторяет хашенперговский план замка Сэндгейт. Однако вертикальная планировка Хёрста не похожа ни на один из предшествовавших замков: здесь целых шесть боевых уровней, рассчитанные на 71 пушку. На уровне внешнего рва были устроены шесть фланков, на уровне основания стен — восемнадцать казематов, а завершалась пирамида двенадцатью открытыми пушечными позициями на верхней платформе цитадели. Бастионы, впервые в английской практике, разной высоты: наиболее высокий и наиболее вооружённый защищает замок от нападения с суши.
Замку не довелось участвовать ни в войнах XVI века, ни в гражданских войнах XVII века; известно лишь, что в декабре 1648 года в Хёрсте содержали пленного короля Карла I. В 1661 году Карл II приказал снести замок, но приказ не был выполнен из-за нехватки средств. В начале XVIII века в замке оборудовали тюрьму, а к концу века заброшенный Хёрст стал приютом контрабандистов и прочего тёмного люда. С началом наполеоновских войн замок вновь ввели в строй, в 1805—1806 годах его в первый раз серьёзно перестроили для стрельбы из 24-фунтовых пушек. В течение XIX века замок неоднократно перестраивался и расширялся; в 1902 году в пристроенных с двух сторон бетонных батареях разместили 12,5-дюймовые (318 мм) и 10-дюймовые (254 мм) береговые орудия. В 1928 году батареи Хёрста были разоружены, а в годы Второй Мировой войны замок вновь введены в строй. Последние 57-мм орудия служили в Хёрсте до, как минимум, 1947 года.
В настоящее время замок и батареи XIX века — памятники под управлением «Английского наследия» — открыты для посетителей с апреля по октябрь каждого года.

#### Замок Ярмут
Ярмут, остров Уайт 50°42′24″ с. ш. 1°30′01″ з. д.

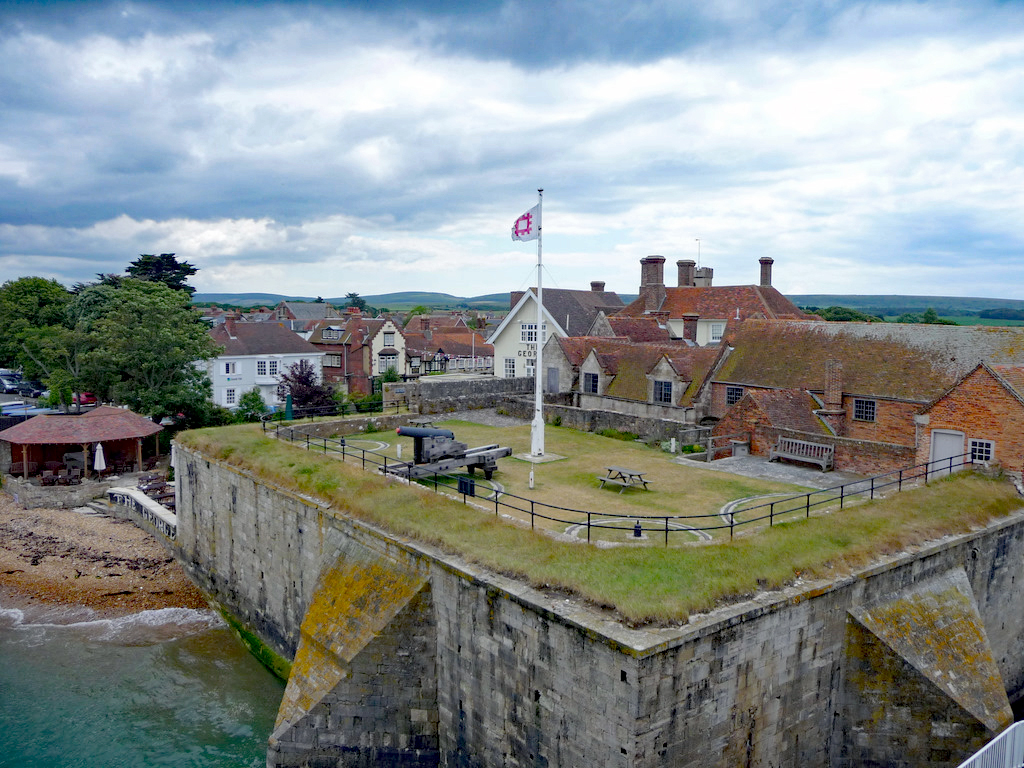
Вид со стороны моря. На месте флага изначально был внутренний дворик, позже засыпанный землёй. Фото 2009 года

«Замок» (фактически — блокгауз или малый форт) в Ярмуте, оборонявший с юга западный вход в Солент, стал последним и наиболее совершенным в программе Генриха VIII. Он был заложен уже после смерти короля, в мае 1547 года, и завершён в ноябре того же года. К этому времени «генриховский стиль» с его круглыми каменными башнями ушёл в прошлое. Замок Ярмут — построенная у самой воды (возможно, на искусственной насыпи) открытая, квадратная в плане каменная трёхъярусная платформа размером 30×30 м. На её верхнем ярусе, на высоте 8,5 м от основания стены, открыто размещалась артиллерия главного калибра, по четыре пушки на каждом фасе. Со стороны суши замок опоясывал ров, над ним был выстроен примыкающий к углу квадрата компактный, угловатый двухъярусный бастион. Новейшая для 1547 года бастионная планировка парадоксальным образом сочеталась с высокими каменными стенами, которые вряд ли были способны выдержать сосредоточенную бомбардировку, и с невозможностью ведения флангового огня вдоль двух из четырёх фасов квадрата. Гарнизон насчитывал 70 человек.
В последующие века замок Ярмут неоднократно перестраивался; внешний облик стен и парапета сложился лишь в 1609—1632 годы. В 1661 году замок был разоружён и закрыт, в конце XVII века вновь введен в строй. Небольшой гарнизон размещался в Ярмуте до 1885 года, а окончательно замок разоружили в 1901 году. В настоящее время здесь размещён краеведческий музей.

#### Замок Саутси

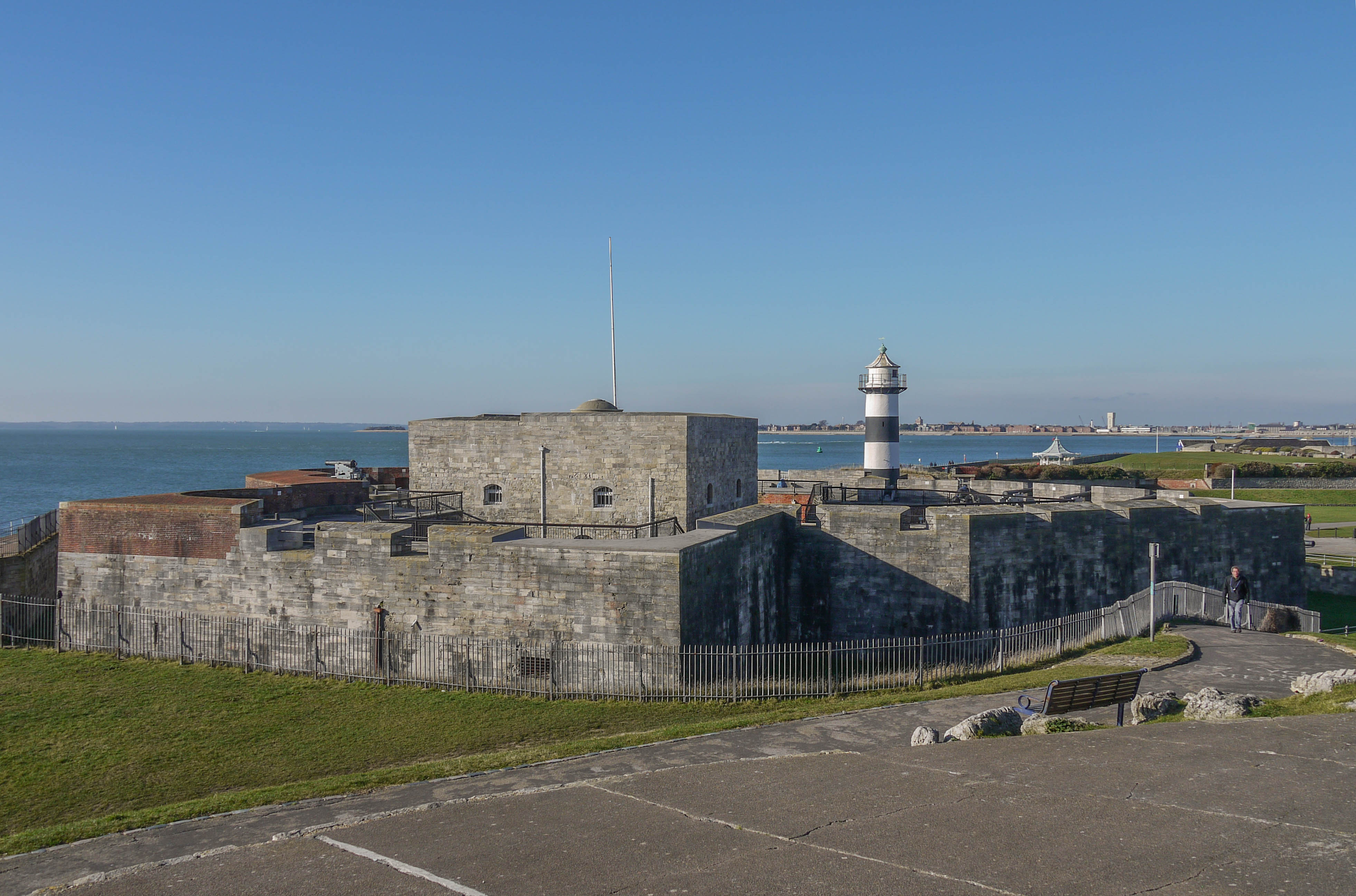
Фото 2011 года. Четырёхугольный бастион справа — постройка 1814 года

Саутси (в черте Портсмута), Хэмпшир 50°46′41″ с. ш. 1°05′20″ з. д.
Перестройка замка Саутси при Генрихе VIII, начавшаяся в 1544 году, стала первым свидетельством признания англичанами бастионной системы. Общий план Саутси следует итальянским образцам: в центре — квадратная в плане башня-цитадель, со стороны моря и суши к ней примыкали сложенные из камня, треугольной формы бастионы-реданы, с флангов — прямоугольные орудийные платформы.
В июле 1545 года Генрих VIII наблюдал c башни Саутси противостояние флотов в Соленте и гибель «Мэри Роуз». Самому же замку за четыре века службы так и не довелось стрелять по врагу.
В 1759 году замок был разрушен взрывом пороховых погребов, и лишь случайно избежал сноса. Последующие ремонты и перестройки исказили исторический облик Саутси; бастионы и стены замка со стороны суши — постройка 1814 года. В 1860-е годы по обе стороны от замка были устроены обширные артиллерийские батареи, которые затем неоднократно перевооружались. С ликвидацией береговой артиллерии в 1956 году замок был демилитаризован, и в 1960 году перешёл в муниципальную собственность.

#### Замок Кэлшот
Мыс Кэлшот, Хэмпшир 50°49′12″ с. ш. 1°18′27″ з. д.

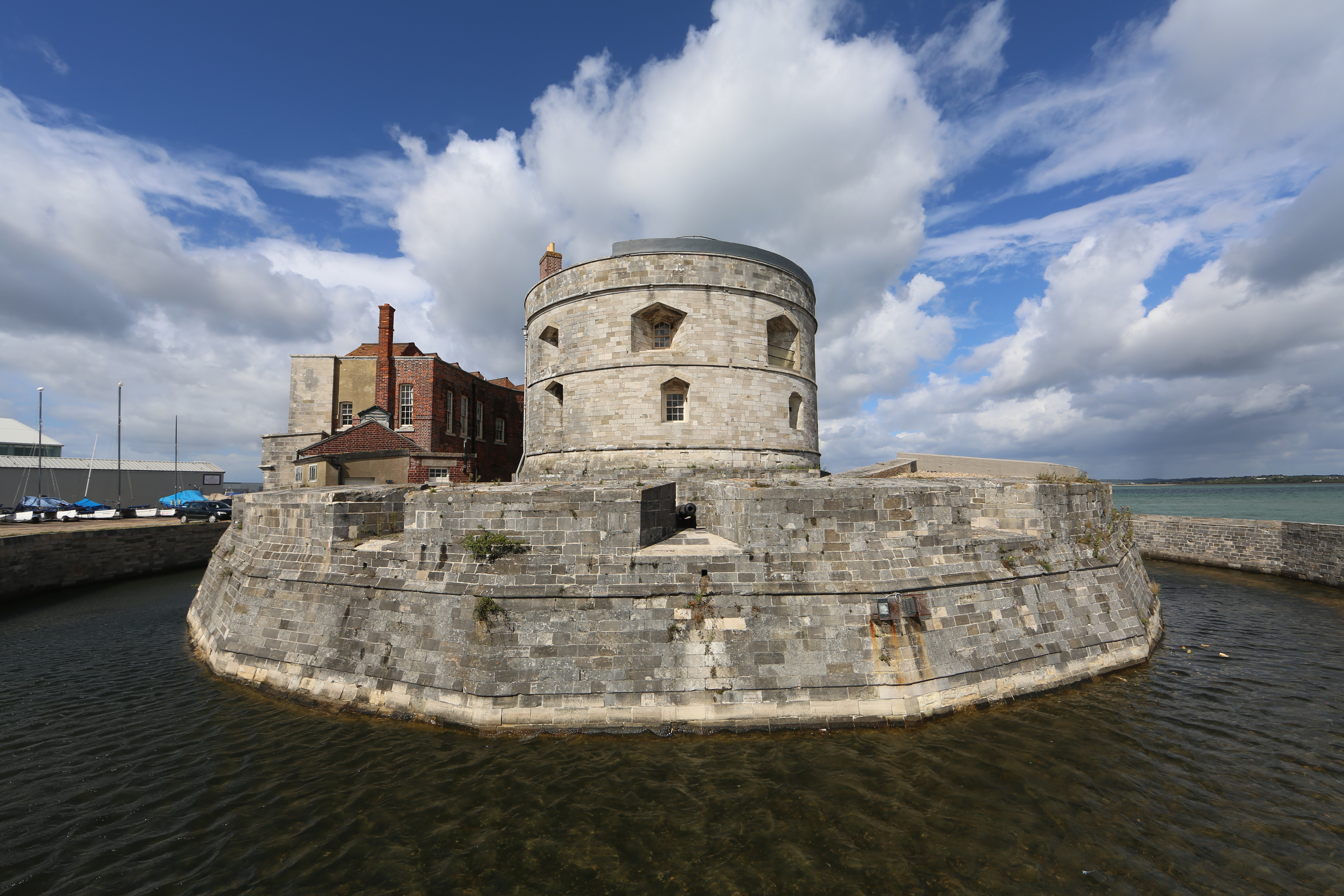
Фото 2013 года

Замок (фактически — блокгауз) Кэлшот, построенный на узкой песчаной косе, отделяющей залив Саутгемптон-Уотер от Солента — один из первых, заложенных по «Программе» 1539 года. Первое упоминание о плане замка, составленном Ризли и Паулетом, датировано 20 марта 1539 года. Летом того же года на месте замка стояли временные земляные укрепления, а год спустя вступил в строй новый, каменный замок. Первоначально он состоял из круглой в плане, трёхъярусной боевой башни, окружённой низкой шестнадцатиугольной каменной стеной. В башне и внешней стене были устроены восемь пушечных амбразур и 18 бойниц для ручного оружия; ещё три пушки размещались в ныне утраченном надвратном укреплении со стороны суши. В 1540—1541 годы по тому же образцу, но не у воды, а на горе, был построен замок Пенденнис.
По штатам мирного времени в 1540 году в замке базировались тринадцать человек. На их попечении находились 36 стволов всех калибров; впрочем, уже к 1559 их число сократилось до десяти.
Замок Кэлшот, никогда не участвовавший в боевых действиях, непрерывно прослужил в береговой обороне более четырёх веков — до конца 1950-х годов. В 1770, 1868—1871 и 1896 годах он перестраивался, а в марте 1913 года стал ядром базы морской авиации (RNAS Calshot). В настоящее время в хорошо сохранившемся замке — действующий музей, открытый для посетителей в летнее время года. Рядом сохраняется ангар 1918 года постройки — ныне крытый спортивный центр.

#### Замок Нетли
Нетли, Хэмпшир 50°52′39″ с. ш. 1°21′37″ з. д.

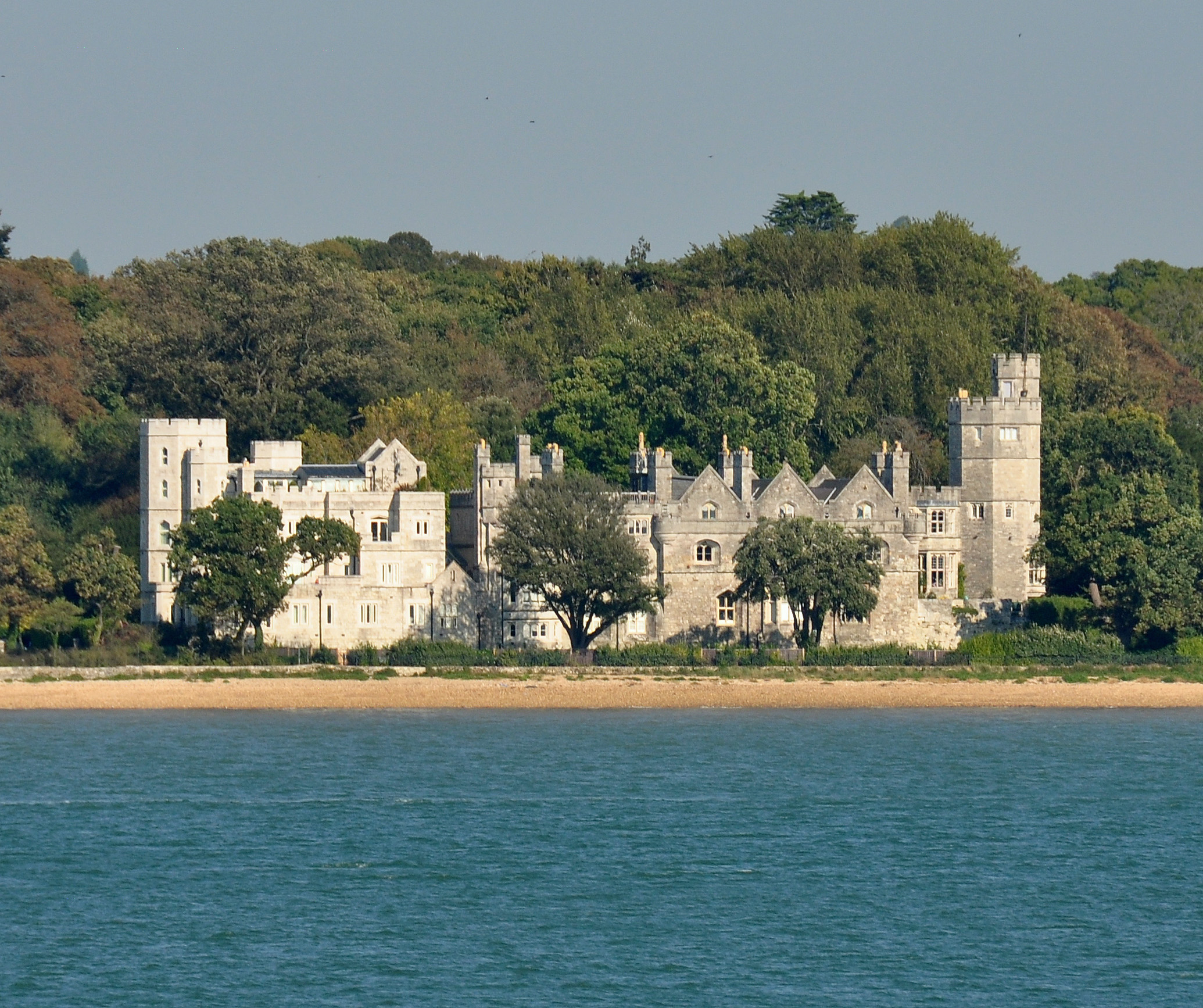
Постройки XIX века на крепостных фундаментах XVI века. Фото 2012 года

«Замок» Нетли, стоящий в глубине залива Саутгемптон-Уотерс, был построен в 1542 или 1544 году Уильямом Паулетом на бывших монастырских землях, пожалованных Генрихом VIII. Это был простой, продолговатый блокгауз размером 19,5×14 м с открытой орудийной платформой, завершённой характерным «генриховским» парапетом с четырьмя амбразурами — укрепление переходного типа с элементами бастионной системы.
Уже к 1627 году форт был перестроен в частный дом; существующее на его месте массивное здание выстроено в середине XIX века. Под ним сохранились крепостные фундаменты, обследованные археологами в 1999—2001 годы; каменный фас генриховского форта, обращённый к заливу, стал цоколем викторианской постройки.

### Укрепления Па-де-Кале

#### Замок Камбер

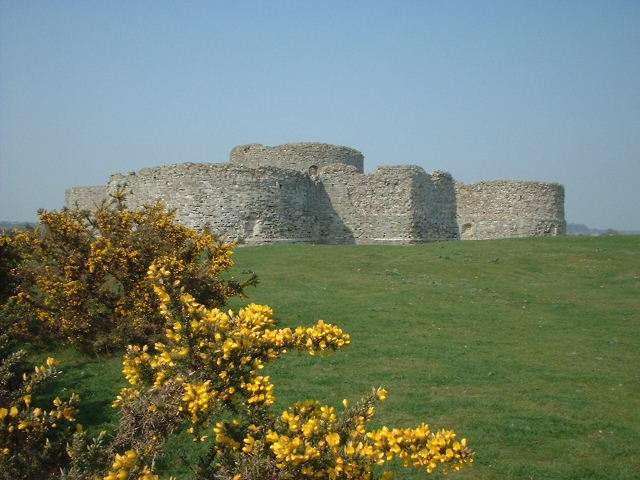
Вид с юго-запада. Фото 2002 года. На месте зелёного луга некогда текла судоходная река Камбер

В одной миле к югу от Рай, Суссекс 50°56′01″ с. ш. 0°44′01″ в. д.
Замку Камбер, что стоит в поле посередине между старинными городками Рай и Уинчелси, примерно в двух километрах от заболоченного берега Па-де-Кале, досталась странная судьба. В 1512—1514 годы лорд Пяти портов Эдвард Галдфорд выстроил на берегу бухты Камбер, близ тогдашнего порта Рай, круглую боевую башню. В первом варианте «программы» 1539 года Генрих VIII повелел построить в Рае блокгауз. Штефан Хашенперг, возглавивший работы летом 1539 года, не стал строить новое укрепление, а занялся усилением уже существовавшей башни по новейшим итальянским идеям. Он выстроил вокруг старой цитадели четыре каменные башни с прямыми внешними фасами, и соединил их угловатыми в плане, также каменными, стенами-куртинами. Подходы к куртинам простреливались фланкирующим огнём башен, дополнительной защитой служил внешний земляной гласис.

Этапы строительства

Современное, по меркам 1540-х годов, сооружение прослужило в таком виде всего полтора года: в 1542—1543 годы замок Камбер был вновь расширен и перестроен по архаичному «генриховскому» образцу. Прямоугольные в плане низкие башни стали высокими и круглыми. Правильный восьмиугольник внешней куртины, вписанный в окружность диаметром 61 м (200 футов), уступал размерами лишь замку Дил. Казематы четырёх внешних башен 1544 года, вынесенные далеко за пределы восьмигранника, были рассчитаны на четыре тяжёлые пушки каждый. Пространство между куртиной и цитаделью, имевшей внутренний диаметр 13 м (43 фута) и стены толщиной в 3 м (10 футов), было поделено на четыре внутренних дворика, простреливавшихся и из потерн куртины, и из-за внутренней стены, опоясывавшей цитадель. Возможность фланкирующего огня вдоль куртины сохранилась, но у основания каждой башни появилось обширное непростреливаемое пространство .

В замке Камбер, ставшем самой дорогой постройкой «Программы», базировались лишь символические силы: 15 человек в мирном 1544 году, 29 человек во время военной тревоги 1546 года. Два года спустя речные наносы сделали бухту Камбер непроходимой для боевых кораблей; к 1626 году береговая линия отодвинулась к югу настолько, что крепостная артиллерия более не угрожала кораблям в море. Содержание замка потеряло смысл, и в 1637 или 1642 году он был разоружён и выведен из строя. Во время революционных боёв 1643 года пушки, кровельный свинец и балки перекрытий Камбера были сняты и использованы для укреплений Шорхема; с тех пор замок стоит необитаемым и медленно разрушается. До настоящего времени сохранились руинированные стены цитадели и внешняя стена 1542—1544 годов. Внутренние стены 1539—1540 годов почти полностью разрушены. C 1977 года замок Камбер принадлежит «Английскому наследию»; в 1963—1983 годы в нём проведены масштабные археологические раскопки. Замок открыт для посещения лишь на несколько дней в году.

#### Замок Сэндгейт
Сэндгейт, Кент 51°04′24″ с. ш. 1°08′56″ в. д.

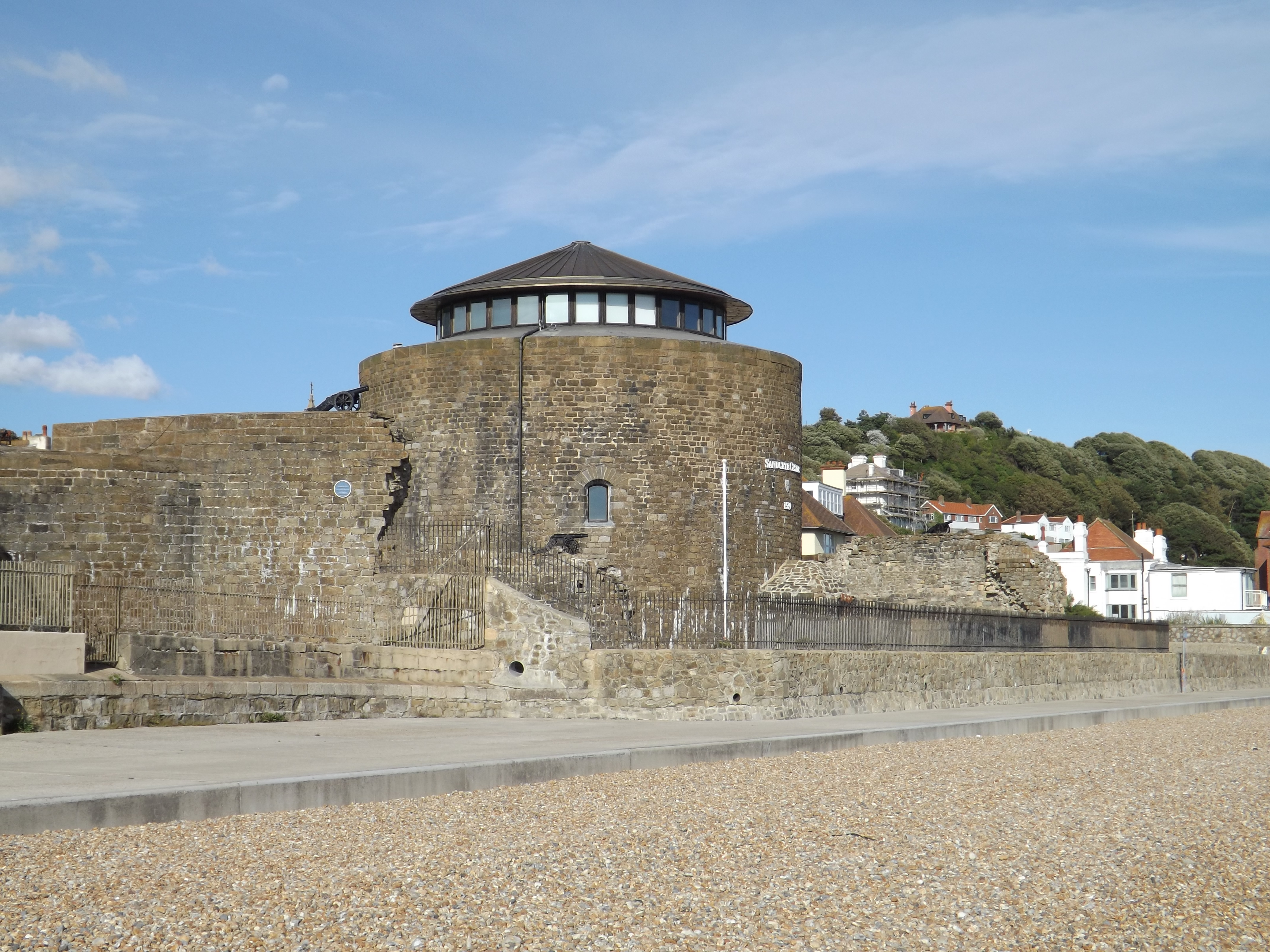
Вид со стороны моря на перестроенную цитадель. Фото 2013 года

Замок Сэндгейт построен в 1539—1540 годы Штефаном Хашенпергом посередине между портовыми городами Фолкстон и Хит. Он уникален тем, что он не предназначался для защиты конкретного порта, гавани или якорной стоянки; его задачей было прикрытие малонаселённого тогда берега Па-де-Кале — вероятного места высадки вражеского десанта. Сэндгейт, наряду с тремя замками Даунса, был личным проектом короля, постоянно контролировавшего ход строительства. История постройки этого замка известна особенно хорошо, так как в архивах сохранилась вся её хозяйственная документация. Подлинные чертежи XVI века, напротив, утрачены.
Реконструкция первоначального облика Сэндгейта затруднена множеством позднейших перестроек. Наиболее вероятно, что в XVI веке замок состоял из трёхъярусной цитадели, окружённой треугольной в плане внутренней стеной с тремя двухъярусными артиллерийскими башнями-бастионами. Вокруг этой стены простирался обширный дворик, обнесённый низкой внешней стеной. На 65 штатных орудий всех калибров приходилось 60 пушечных и 65 ружейных амбразур. При необходимости артиллеристы могли сосредотачивать огонь на наиболее выгодных секторах обстрела или расстреливать неприятелей, прорвавшихся внутрь периметра.
В 1805—1806 годы цитадель Сэндгейта была перестроена в мартелло, при этом три внешние башни и соединявшие их стены снесли, а бастионы срыли. Во время обеих мировых войн здесь размещались дальнобойные пушки, казарма и бомбоубежище. Уже в середине XX века остатки внешних стен, обращённых к морю, были уничтожены стихией; восстановительные работы в Сэндгейте начались лишь в 1970-е годы. В XXI веке в цитадели, стоящей на публичном пляже, размещается частное жилище.

### Укрепления Даунса

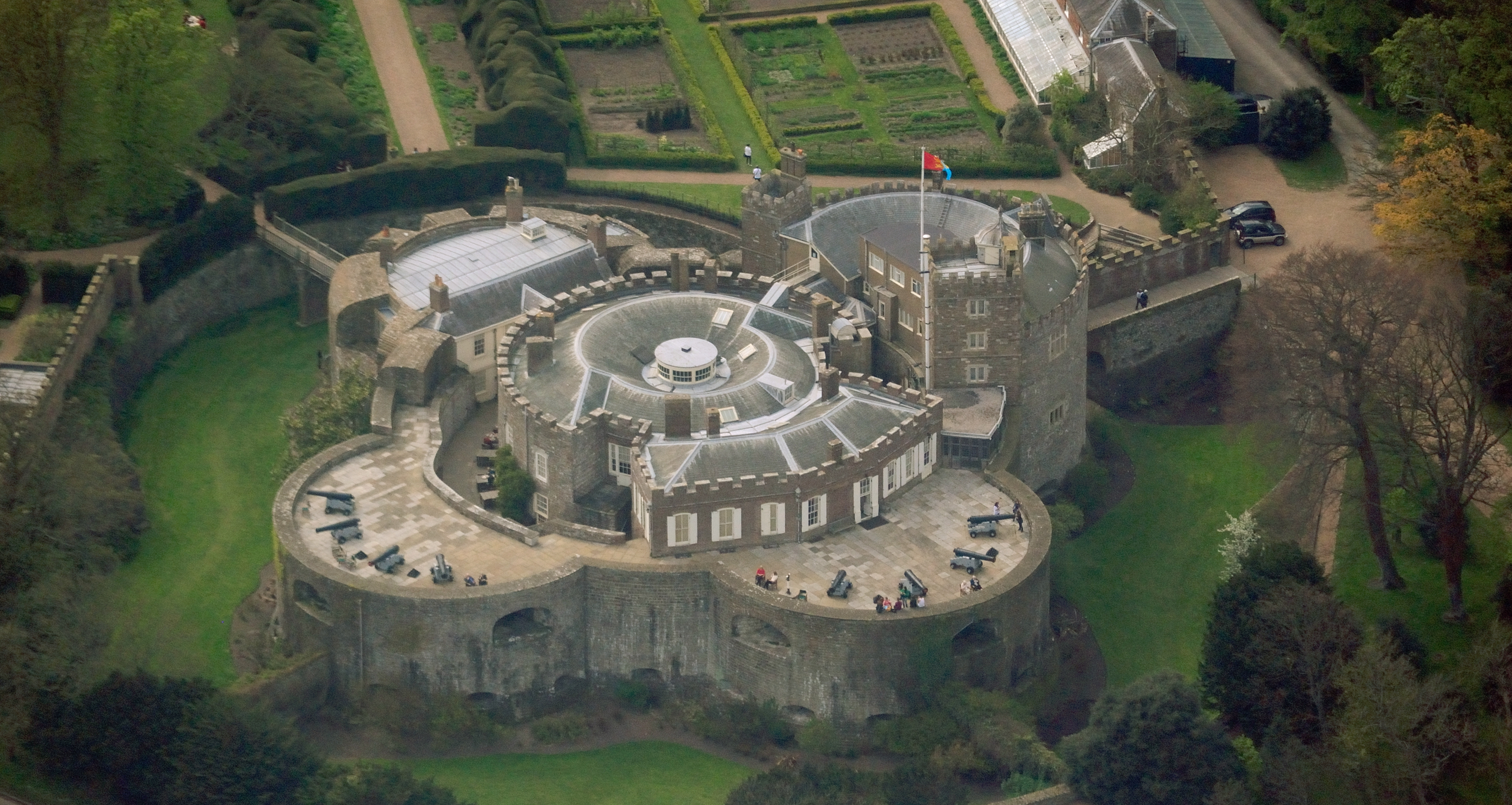
Замок Уолмер. Вид с воздуха в 2011 году

#### Замок Уолмер
Уолмер, Кент 51°12′04″ с. ш. 1°24′08″ в. д.

Замок Уолмер, построенный в 1539 году, представляет собой правильный «четырёхлистник» из приземистых башен-бастионов, описанный вокруг центральной трёхъярусной башни. Первоначальное вооружение состояло из 39 пушек, кроме того, в стенах была устроены 31 ружейная амбразура. Верхние открытые площадки защищали массивные генриховские парапеты со скруглёнными фасами (утрачены при перестройках XVIII века).
C 1708 года в демилитаризованном замке размещается резиденция лорда-хранителя Пяти портов. Здесь жили Уильям Питт-младший (1792—1806), герцог Веллингтон (1829—1852), вдовствующая королева Елизавета (1978—2002) и другие высокопоставленные особы. В течение XVIII и XIX века замок, исполнявший несвойственные таким постройкам дворцовые функции, систематически расширялся вверх. Периметр застройки не изменился, но над западными бастионами и центральной башней были надстроены просторные жилые и служебные корпуса. Наиболее масштабная перестройка прошла между 1865 и 1891 годом, когда замок занимал граф Гренвиль.

#### Замок Дил
Центр Дила, Кент 51°13′10″ с. ш. 1°24′13″ в. д.

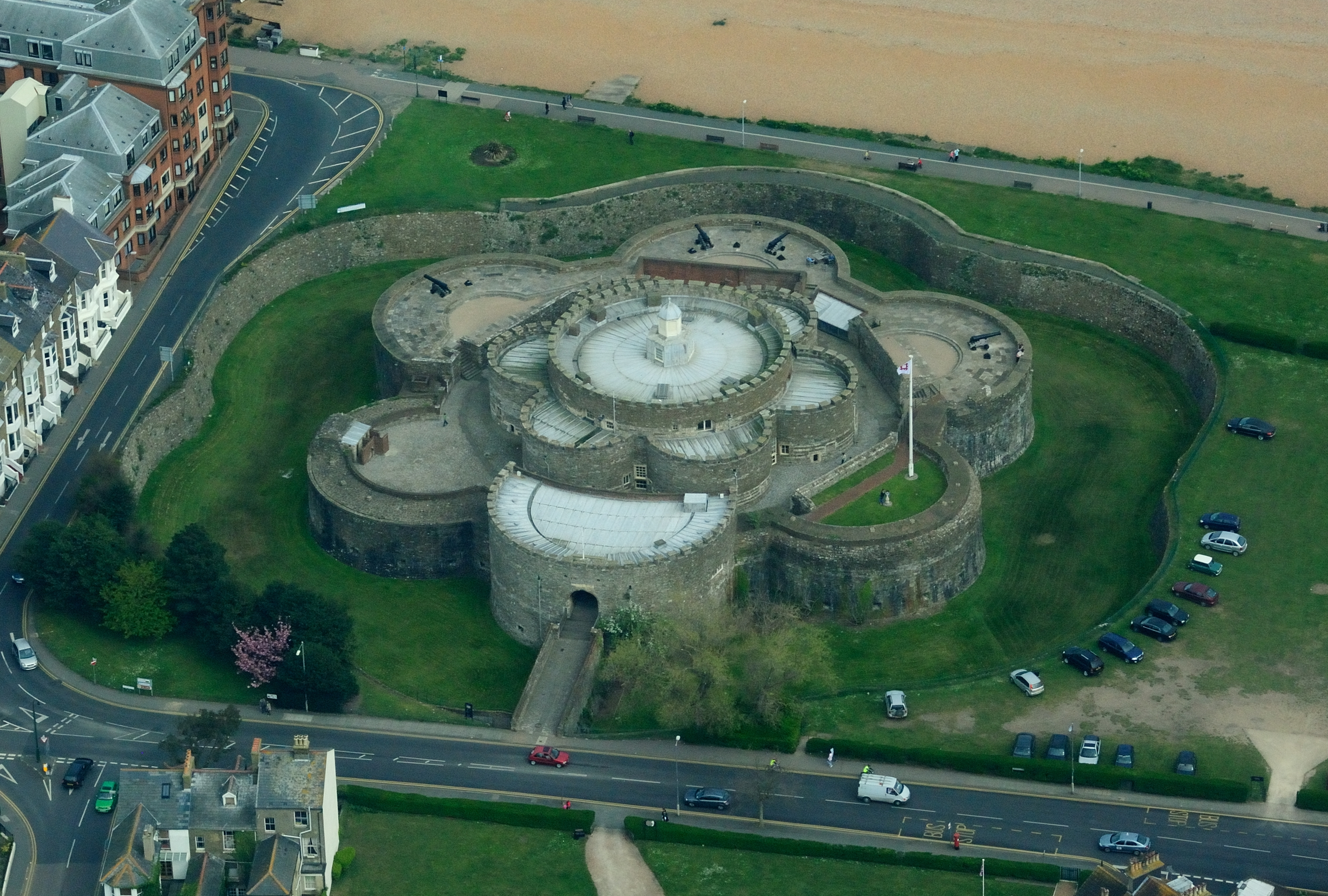
Замок Дил. Вид с воздуха в 2011 году

Расположенный посередине между замками Уолмер и Сандаун замок Дил — крупнейшая постройка времён Генриха VIII. Земляные укрепления Дила в 1539 году строил Штефан фон Хашенперг, но участвовал ли он в проектировании самого замка — неизвестно. Замок, бывший предметом особого внимания короля, строился необычайно быстро: работы начались весной 1539 года, а уже в декабре того же года в Диле устроили временные покои для Анны Клевской.
Дил более, чем его современники, напоминает розу Тюдоров: центральная башня-цитадель окружена кольцом из шести плотно сомкнутых круглых бастионов, а его в свою очередь опоясывает массивная стена-куртина, образующая шесть внешних выступов. Куртину окружает сухой ров шириной до 20 м. В каждом из внешних бастионов размещались четыре тяжёлые пушки, а всего замок имел 66 орудийных амбразур в четырёх уровнях, и сверх того 53 амбразуры для ружейного огня из нижнего яруса куртины.
Несмотря на стратегическое расположение, этот замок никогда не подвергался радикальным перестройкам и сохранился в практически неизменном виде. В XVIII веке Дил постепенно приобрёл представительские функции — здесь разместилась резиденция капитана Пяти портов. В ходе реконструкции 1732 года верхний ярус цитадели был снесён, а вместо характерных генриховских парапетов были устроены бутафорские «средневековые» зубцы. В 1802 году в замке был выстроен жилой дом для капитана Пяти портов; во время Второй мировой войны он был разрушен немецкой бомбой и более не восстанавливался. В XXI веке титульную должность капитана Пяти портов исполняет командующий королевской морской пехоты. Замок является частью коронных владений британского монарха и управляется министерством внутренних дел.

#### Замок Сандаун
Северная окраина Дила, Кент 51°14′18″ с. ш. 1°24′08″ в. д.

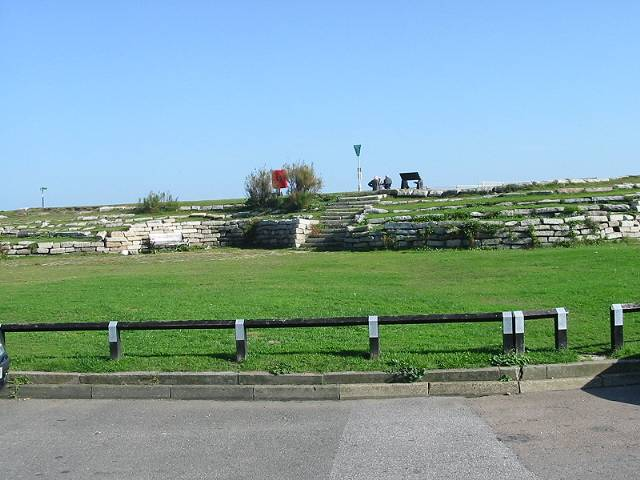
Замок Сандаун в Кенте. Фото 2007 года. Вид в сторону моря

Замок Сандаун, замыкавший с севера цепь укреплений Даунса, был построен по тому же проекту, что и замок Уолмер. В «программе» Генриха VIII имя Сандаун (англ. Sandown Castle) носили два разных укрепления: замок Сандаун в Кенте, и спешно построенный в 1545 году замок Сандаун на острове Уайт. О последнем известно мало: это был небольшой каменный форт с двумя угловатыми бастионами. Оба Сандауна, построенные у самой воды, были разрушены наступающим морем.
В мае 1648 года гарнизон кентского Сандауна примкнул к мятежу против Парламента и продержался дольше всех мятежных фортов, до начала сентября. После реставрации Стюартов замок использовался как тюрьма; в 1664 году здесь умер от болезни цареубийца Джон Хатчинсон — депутат «Прайдова охвостья», осудивший на смерть Карла I.
Уже в это время замок описывался как «руина»; два века спустя (между 1863 и 1882 годами) его стены и башни, разрушенные волнами и эрозией, были полностью разобраны. Сохранились лишь руины фундаментов и часть восточной стены цитадели.

### Укрепления устья Темзы

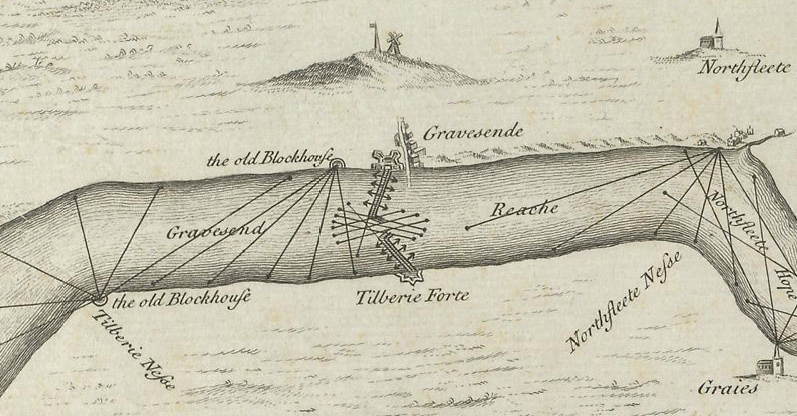
Артиллерийские форты на Темзе у Грейвзенда. Гравюра XVIII века, воспроизводящая схему огня 1588 года

В нижнем течении Темзы, в узости близ города Грейвзенд, где ширина реки не превышает восьмисот метров, в 1539 году было заложено пять блокгаузов: три на правом (южном) берегу, и два на левом (северном) берегу у городка Тилбери. Ни один из них не сохранился. Блокгауз Ист-Тилбери был затоплен наступавшей Темзой и ныне находится под её водами; на месте блокгауза Вест-Тилбери во второй половине XVII века был выстроен сохранившийся поныне бастионный форт. Три грейвзендских блокгауза были разрушены; руины одного из них доступны для посещения, на месте второго зелёный луг, а местонахождение третьего вовсе забыто.

#### Блокгауз Грейвзенд
Грейвзенд, Кент 51°26′41″ с. ш. 0°22′22″ в. д.

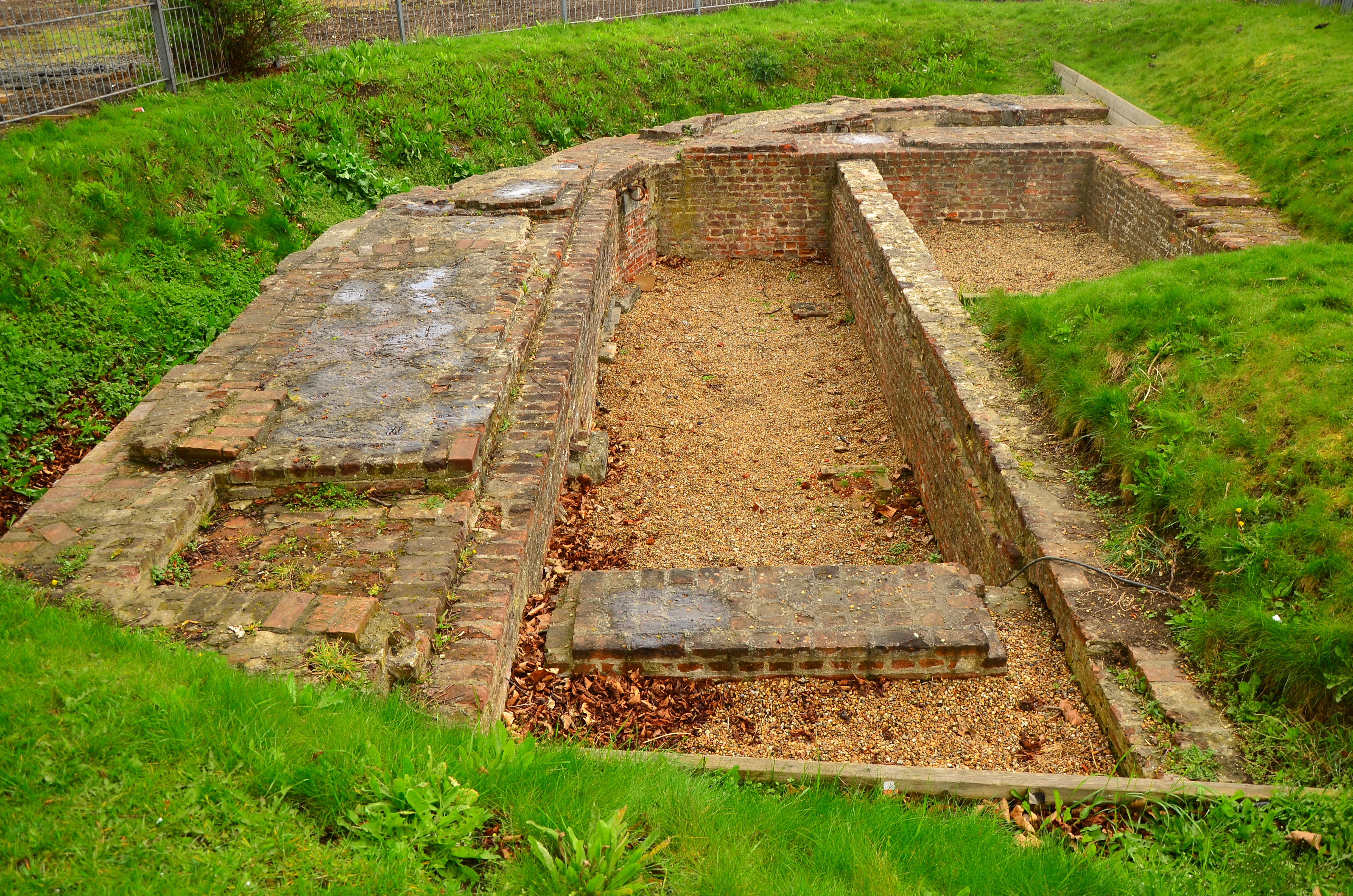
Останки фундамента блокгауза Грейвзенд. Фото 2012 года

Построен в 1539 году, служил в первоначальном виде до 1553 года. Представлял собой пушечный каземат D-образного плана, обращённый к реке. Точное количество и расположение амбразур и бойниц неизвестно. Перестроен и вновь введён в строй в 1580-е годы, в 1660-е годы объединён с выстроенным к югу жилым домом — резиденцией лорда-адмирала, будущего короля Иакова II. В XVIII веке блокгауз был переоборудован в склад, в 1844 году снесён, а адмиральский дом был перестроен в сохранившийся поныне отель «Кларендон» На месте блокгауза были устроены, последовательно, городской сад, теннисные корты, в наши дни — просто лужайка и парковка на берегу Темзы. В 1975 году археологи, опираясь на карты 1715 года, разыскали, вскрыли и законсервировали фрагмент фундамента блокгауза, который с тех пор сохраняется как исторический памятник.

## Комментарии
1. ↑  Генрих VIII был отлучён от церкви тремя годами позже, в 1541 году.
2. ↑  Potter, 2011, p. 35: Тревога из-за отзыва послов была необоснованной. В апреле 1539 года Франциск I прислал в Лондон нового полномочного посла, Карл V - второстепенного дипломата..
3. ↑  Hale, 1983, p. 65: Первая была выполнена ещё римлянами. Второй, меньшей по объёму, была программа строительства замков в Уэльсе при Эдуарде I в конце XII века..
4. ↑  Hale, 1983, p. 66: С давних пор вдоль южного берега Англии была устроена цепь масляных фонарей — примитивная система световой сигнализации о нападении..
5. ↑  Harrington, 2007, pp. 16, 56: Точное количество заложенных в 1539 году укреплений и их точная классификация не известны. Упомянутые семь блокгаузов — достоверно известные сооружения с собственными именами..
6. ↑  Harrington, 2007, p. 8: Укрепления Халла были включены в первоначальную программу 1539 года, а затем вычеркнуты из неё. Работы в Халле начались лишь в 1542 году, когда первая очередь «Программы» была уже завершена..
7. ↑  Во время описываемых событий Уильям Паулет носил титул лорда Сент-Джон (полный титул: барон Сент-Джон из Безинга).
8. ↑  Hale, 1983, p. 77: первый прецедент установки тяжёлых осадных орудий на кораблях - Непобедимая Армада 1588 года..
9. ↑  Hale, 1983, p. 70: Генрих VIII вообще не считал замки подходящим средством решения внутриполитических, полицейских задач. Все его военно-строительные проекты, включая укрепления Карлайла и Берика, были сосредоточены в пограничных землях..
10. ↑  Hale, 1983, p. 81—82: Во Франции первые укрепления нового типа были заложены инженерами-итальянцами в 1536 году. Все они были сосредоточены на южной границе, и не привлекли внимание англичан..
11. ↑  Hale, 1983, p. 78: Английское посольство в Риме было закрыто в 1536 году, после разрыва отношений с папством. Посланник Генриха VIII в Венеции был в военном деле не компетентен..
12. ↑  В источниках количество ярусов разнится: одни авторы включают только крытые ярусы, другие - также и открытые платформы на кровле и во внутренних двориках.
13. ↑  Harrington, 2007, p. 13: Причины отставки и изгнания Хашенперга (1543) достоверно не известны. Современники обвиняли его в некомпетентности, растратах и «непристойном поведении»..
14. ↑  Harrington, 2007, p. 39: «Ordinances and Statutes Devised by the King’s
Majesty for the Rule, Establishment, and Surety of his Highness’s Castles, Bulwarks, and Other Fortresses Appointed to the Survey of the Lord Admiral».
15. ↑  Hernon, 2013, p. ch.5: Французы потеряли свой флагман столь же бездарно. 800-тонный «Карракон» сгорел при выходе из порта от непогашенной после прощального банкета печи камбуза..
16. ↑  Источники называют и 1716, и 1726 год.
17. ↑  Ingleton, 2012, p. 102: каждая из стен равностороннего треугольника была в плане не прямая, но эллиптическая..
18. ↑  Назван в память тестя короля Иакова II, графа Кларендона.